# レインボーシックス シージ
レインボーシックス シージ（英語: Tom Clancy`s Rainbow Six Siege）は、フランスのユービーアイソフトより2015年12月10日に発売された、トム・クランシー原作の『レインボーシックス』を題材としたFPSのゲームソフト。
略称は『R6S』。対応プラットフォームはWindows、PlayStation 4、Xbox One、PlayStation 5、Xbox Series X/S。

## 概要
世界各国の特殊部隊から構成された対テロ特殊部隊「レインボー」の活躍を描く『レインボーシックスシリーズ』である。
本作ではタイトルにもある通り、シージ（包囲作戦）という立てこもっているテロリスト達に対しての突入作戦を題材にした、対戦型のオンラインシューティングゲームになっており、キャッチコピーは「包囲（シージ）完了。-突入開始」。
前作の『レインボーシックス ベガス2』から7年ぶりの新作となり、シリーズで初めて第8世代の据え置きゲームハードに対応し、グラフィックは飛躍的に向上している。
製作が中止された『Tom Clancy's Rainbow 6: Patriots』のエンジンを流用しており、マップ環境の破壊を戦術に組み込めるのが特色。『Tom Clancy's Rainbow 6: Patriots』については発売こそされなかったが、作品世界で事件は発生しており隊員たちは出動していたようだ。
そして今作から7年ぶりとなる続編の名称は『レインボーシックス エクストラクション』となり、2022年1月20日に発売された。
2025年6月10日の大型アップデートによって、『Rainbow 6: siege X』にタイトルが変更された。

## ゲームプレイ

### マルチプレイ
レインボーシックスシージのメインコンテンツであり、オンラインでプレイヤー同士がマッチングして対戦する。5対5の2チームを組むことで最大10人で対戦できるモードである。
マッチングするとステージと対戦内容が選定される。プレイヤーは建物などの施設に立てこもる「防衛側」とそこに突入する「攻撃側」の2つのチームに分かれ、使用するオペレーターを選択する。使えるオペレーターは防衛と攻撃によって異なっている。また、一定ラウンド毎に攻守交代するため、一方のシチュエーションや同じオペレーターでプレイし続けることはない。基本は1チーム5人で構成されるが、意図的に人数を変えることも可能。ただし、通信エラーやオペレーター選択中に5人集まらなかった場合、それまでに集まった人数のチームで対戦することもある。
対戦は準備フェーズとアクションフェーズで構成される。準備フェーズ中の防衛側は、オペレーターごとのガジェットやバリケードの設置や、「工事」などによって攻撃側の侵入に備えることができる。攻撃側はこのフェーズの間に無人偵察カメラ（ドローン）で敵地を偵察し、人質や目標、敵の居場所やオペレーターの選択などを特定する。
アクションフェーズでは攻撃側が突入し、防衛側がこれを迎え撃つ。体力の回復はガジェットを使わない限り行われることはなく、死亡した場合も基本的にはリスポーン（復活）はない。死亡した場合は味方の生存プレイヤー視点になり、プレイヤーをサポートするサポートモードに切り替わる。ただし、即死判定(ヘッドショット)でなかった場合、瀕死の状態となる場合があり、その状態で一定時間が経過すると死亡が確定する。その間、追い打ちをかけて死亡を確定させることも可能であり、仲間による蘇生も可能となっている。
マルチプレイのゲームモードのうち、人質、爆弾、エリア確保、アーケードについては、それぞれゲームモードや、モード内での攻撃側、防衛側でもクリア条件が異なるものの、これらのゲームモードでは敵の殲滅もクリア条件である。また、Y7で追加されたゲームモードデスマッチのみ特殊であり、攻撃側、防衛側によるオペレーターの使用制限はなく、重複使用も可能で、またリスポーンも可能である。

#### 人質
建物内に捕らわれた人質を救出、妨害するゲームモードである。
攻撃側は建物内にいる人質を見つけ、建物外の回収エリアまで人質を連れて行くか、防衛側を全滅させることで勝利となる。
防衛側は防衛側のプレイヤーが全滅せず、制限時間終了までに人質を回収エリアまで到達させないか、攻撃側を全滅させることで勝利となる。
人質がプレイヤーの攻撃によって死亡した場合、死亡させたプレイヤーのチームが敗北(1ラウンド)する。攻撃側が人質を確保した状態かつ回収地点到達前に制限時間を迎えた場合、時間が延長される。この場合は防衛側の全滅・回収地点へ到達（攻撃側勝利）、人質を確保している攻撃側プレイヤーの戦闘不能（防衛側勝利）、人質の死亡（攻撃を加えたプレイヤーのチームの敗北）となる。

#### 爆弾
建物内に設置された爆弾を巡ったゲームモードである。
攻撃側は設置されている2つの爆弾のいずれかを、攻撃側に与えられた爆弾解除デバイスのディフューザーを起動させて解除が完了するか、防衛側を全滅させることで勝利となる。攻撃側が全滅してもディフューザーが停止されずに爆弾を解除できれば勝利となる。
防衛側は設置されている2つの爆弾がいずれも解除されずに制限時間が終了するか、攻撃側を全滅させることで勝利となる。
人質やエリア確保とことなり、攻撃側の所持するディフューザーが重要なアイテムであり、攻撃側が爆弾エリアを制圧していても、ディフューザーが無ければ勝利することはできない。制限時間を迎えた時に攻撃側がディフューザーの設置アクションを始めている場合、時間が延長される。この場合は設置中及び設置後の防衛側の全滅・爆弾の解除完了（攻撃側勝利）、設置の中断・起動したディフューザーの停止（防衛側勝利）となる。
本作の競技シーンはこのルールに準じて行なわれる

#### エリア確保
建物内のエリアを巡ったゲームモードである。
攻撃側は建物内に指定されたエリア（部屋）を見つけて、そのエリアで一定時間常駐して確保するか、防衛側を全滅させることで勝利となる。
防衛側は建物内の指定されたエリアを確保されずに制限時間が終了するか、攻撃側を全滅させることで勝利となる。
指定エリアにそれぞれの陣営のプレイヤーが存在する場合、ゲージが止まる。

#### アーケード
期間限定で、特殊ルール・限定マップ・限定オペレーターでプレイするゲームモードである。イベントに合わせたスキンが販売されることもある。下には一部イベントを抜粋で記す。
GOLDEN GUN（ゴールデンガン）
敵味方全員が胴体に当たっても1発でキルできる特殊なハンドガン、GOLDEN GUNを装備したゲームモード。GOLDEN GUNはバリケード等も一発で破壊できるが、一発撃つごとにリロードが必要。このリロードモーションも特殊なモーションである。GOLDEN GUNの形状はD-50に同じ。ルールはエリア確保に準じるが、準備フェーズはない。
RAINBOW IS MAGIC（レインボーイズマジック）
ピンクを基調とした特別な大統領専用機（エアキュートワン）で戦うゲームモード。ルールは人質と同じだが、人質が「ミスター・ベア」と呼ばれる白色の熊の着ぐるみを着た人物になっている。また、使用できるオペレーターがAsh、Thermite、Bandit、Frost、Castle、Kapkan、Sledge、Thatcher、Smoke、Blackbeard、Montagne、Tachanka、新兵に限定されており、ゲームモード中ではプレイヤーの設定したスキンに依らず特殊なスキンとなる。ドローンも猫型の専用のものとなっている。特殊な勝利モーションがある。
レガシー
ルールはカジュアルの爆弾解除と同じだが、使用できるオペレーターがリリース当初の20名のみである。また、一部武器アタッチメントやサブガジェットの選択肢がリリース当時の物へと変更されている。マップはリワーク前のヘレフォード基地・民家と大統領専用機。
SUGAR FRIGHT（シュガーフライト）
専用マップでトリックチーム（攻撃）とトリートチーム（防衛）の5対5に別れ、キルされた敵が落とす「スイーツ」を先に50集めたチームが勝ちというルール。キルされてもリスポーンする。他のFPSで言う所のコンクエストに近いゲームモード。使用可能オペレーターはIQ、Zofia、Nomad、Capitao、Thermite、Frost、Pulse、Ela、Castle、Goyoの10名。基本的にアビリティや足・アーマー値はオペレーター自身のものが適用されるが、武器はR4-CとC7Eに統一された。
SHOWDOWN（ショーダウン）
専用マップ・FORT TRUTHで攻防3対3に別れて行うゲームモード。ルールはエリア確保に準じるが、準備フェーズはなく、HUDにHP、クロスヘア、残弾数が表示されない。武器はアイアンサイトのBOSG.12.3とLFP586に統一される。使用できるオペレーターも制限される。特殊な勝利モーションがある。
The Grand Larceny（ザグランドレガシー）
ほぼ全ての床が抜けるように改変された旧ヘレフォード基地で、金庫を守るゲームモード。爆弾ルールと異なり、床を破壊して金庫を下の階に移動させることができる。金庫は攻撃側がインタラクトすることで開けることが可能で、ディフューザーを必要としない。また、使用可能なオペレーターの武器がショットガンになっている。特殊な勝利モーションがある。

#### マッチングシステム
マルチプレイでは5つのマッチング方法がある。
クイックマッチ　
マッチ勝利条件：3ラウンドの先取
アタッカーリピック：あり
ラウンド制限時間：3分
攻守交代：2ラウンド毎
延長戦：2対2から1ラウンド、最大5ラウンド
防衛地点はランダムに決定されるが、出撃地点はプレイヤーで決定することができる。
ランクマッチ ※爆弾モードのみ
マッチ勝利条件：4本ラウンドの先取
アタッカーリピック：あり
ラウンド制限時間：3分
攻守交代：3ラウンド毎
延長戦：3対3からは5本先取、最大9ラウンド
防衛地点、出撃地点をプレイヤーで決定することができる。
Pick & Banシステムにより攻撃側と防衛側オペレーターを各チーム1人ずつ計4人BANすることができる。
Y5S3よりマップBANシステムも追加された。
このマッチ内ではプレイヤーのゲームの成績によって変動するランクが存在し、それぞれ同じようなランクのプレイヤー同士でマッチングするため、必然的に同等の実力のプレイヤーが集まる。勝利していくとランクが上がっていき、さらに実力のあるプレイヤーとの対戦が可能になる。自分のプレイが他のプレイヤーのステータスにも影響するため、途中でマッチを抜けるなどの他プレイヤーが不利益を被る行為に関して、マルチプレイへの参加制限など、そのプレイヤーにペナルティーが付与されるのも特徴である。逆に不利益を被ったプレイヤーは、既定の条件の下マッチキャンセルをすることができる。
Y7S4よりランクマッチ2.0にアップデートされ、ランク変動システムが変更され、全プレイヤーが最も下のランクから始まる方式となった。
アンランクマッチ
ランクマッチと内容は一緒だが、MMRの変動がないため、ランクのアップダウンがない。途中退出のペナルティーも存在する。
ニューカマー
レベル50以上になったら参加できない
マッチ勝利条件：3ラウンドの先取
アタッカーリピック：あり
ラウンド制限時間：3分
延長戦：2対2から1ラウンド、最大5ラウンド
防衛地点はランダムだが、出撃地点をプレイヤーで決定することができる。
チームデスマッチ
マッチ勝利条件：75キルに到達。または制限時間経過後にキル数が相手チームより多いこと。
アタッカーリピック：なし
ラウンド制限時間：5分
攻守交代：なし
延長戦：なし
防衛地点：なし
Y7S1より実装されたリスポーンありのモード。攻撃側防衛側にかかわらず任意のオペレーターを使用し、既定のマップ内でチームデスマッチを行なう。ラウンド中でも使用オペレーターや装備の変更が可能で、敵チーム及び味方チーム内でのオペレーターの重複選択も可能。装備は各オペレーターの装備に準じるが、メインガジェットは使用不可であり、サブガジェットはインパクトグレネード、フラググレネード、スタングレネードのうち一つを携行可能。

### 訓練場
オンラインで作中に登場する架空のテロリスト集団「ホワイトマスク」を相手に、設定された目的を達成するゲームモード。Y4S3で名称がテロハントから訓練場に変更され、同時に敵・ボマーも登場しなくなった。プレイ人数は1〜4人で、他オンラインゲームで呼ぶところのCo-opモードである。
難易度はノーマル、ハード、リアルの3つがある。
Y8S4で廃止された。
訓練場では「エリミネーション」「人質回収」「人質防衛」「爆弾解除」の4つのゲームモードが存在する。

#### エリミネーション
設定された数のテロリストを倒していくゲームモード。
プレイヤーは攻撃オペレーターを使用し建物内にいる多数のテロリストを無力化する事が目的となる。

#### 人質回収
テロリストに囚われた人質を見つけ救出するゲームモード。プレイヤーは攻撃オペレーターを使用し人質を回収することが目的となる。

#### 人質防衛
建物内の人質を侵入してくるテロリストから防衛するゲームモード。プレイヤーは防衛オペレーターを使用し人質を殺されないようにすることが目的となる。

#### 爆弾解除
建物内に設置された爆弾をディフューザーを使って解除するゲームモード。プレイヤーは攻撃オペレーターを使用し、テロリストの防衛線をかいくぐり爆弾を解除することが目的となる。マルチと違いどちらか一方ではなく全ての爆弾を解除しなくてはならず、爆弾の出現位置もマルチプレイとは異なる。NPCの強さを自分で決める事ができることも特徴である。

### ラーニングエリア

#### シチュエーション
「ホワイトマスク」を相手に設定された任務をクリアするゲームモード。操作方法やマルチプレイや訓練場のゲームモードの説明、勝利への指南などのチュートリアルのようなモードで、基本的に1人でプレイする。訓練場と共通の敵に加え、一部シチュエーションには自爆攻撃を行なうボマーが存在する。10のシチュエーションが存在し、それぞれに達成目標と、3つの追加目標が存在する。全てクリアすると11番目として「第五条」が出現し、「第五条」のみマルチプレイ専用。
各シチュエーションと詳細
01接近戦の基本
マップ：旧ヘレフォード基地
オペレーター：新兵
ルール：エリミネーション
02郊外での人質回収
マップ：民家
オペレーター：新兵
ルール:人質回収
03機内での強襲
マップ：大統領専用機
オペレーター：アッシュ
ルール:エリミネーション
04人質の保護
マップ：旧ヘレフォード基地
オペレーター：スモーク
ルール:人質防衛
05臨機応変な防備
マップ：クラブハウス
オペレーター：カプカン
ルール:人質防衛
06情報不十分
マップ：カフェ・ドストエフスキー
オペレーター：テルミット
ルール:人質回収
07コールド・ゼロ
マップ：運河
オペレーター：グラズ
ルール:人質回収
08重要ターゲット
マップ：領事館
オペレーター：新兵
ルール:爆弾解除
09セルの排除
マップ：オレゴン
オペレーター：IQ
ルール:エリミネーション
10強固な要塞
マップ：山荘
オペレーター：サッチャー
ルール:人質回収
「第五条」
マップ：バートレット大学
オペレーター：任意
ルール:爆弾解除

#### 射撃訓練場
Y7S2より実装されたモードで、専用マップで射撃練習を行う事ができる。時間や使用できるオペレーターに制限はなく、また無制限にオペレーターや装備の変更を行う事ができる。これにより、銃ごとのリコイルやアタッチメントの効果を簡単に確認することができる。
射撃練習であるため、ガジェットの練習はできない。

## オペレーターセクション
攻撃側・防衛側のオペレーターを一覧で見ることができる。このセクションからオペレーターの武器やアタッチメント、サブガジェットの選択、各種スキンの変更が行える。

### アタッチメント
銃に装備して、性能を変化、向上させることのできる装備品。サイト、バレル、グリップ、アンダーバレルの4カ所に装備可能。Y2まではアタッチメントの解放に名声ポイントを必要とした。Y5S3でサイトの大幅な追加、Y9S1で大規模な効果の変更が行われた。
サイト
ADS時に使用する照準器で、装備しないと一部の武器を除いて各武器に固有のアイアンサイトとなる。Y5S3以降、光学照準器のレティクルのカラーが変更可能となった。Y7S3以降、原則として設定された最高倍率以下の倍率のサイトを自由に選択できるようになった。Y9S1以降、1.5倍及び2倍サイトが削除された。
アイアンサイト
各武器に固有のデザインのアイアンサイト。エイム時間短縮効果がある。
レッドドット
倍率1xのドットサイト。A~Cの3種類存在する。エイム時間短縮効果がある。
ホログラフィック
ホログラフィックの精密サイト。倍率は1x。A〜Dの4種類存在する。エイム時間短縮効果がある。
リフレックス
倍率1xのトライアングルサイト。A~Dの4種類存在する。エイム時間短縮効果がある。
スコープ1.5x
遠距離射撃用の倍率1.5xサイト。Y5S3に実装され、Y9S1で削除されが、レティクルのデザインのみ2.5倍サイトに引き継がれた。
スコープ2.0x
遠距離射撃用の倍率2.0xサイト。Y5S3に実装され、Y9S1で削除された。
拡大あり
遠距離射撃用の倍率2.5xサイト。Y5S2まではACOGと呼ばれていた。A～Cの3種類存在する。エイム時間にペナルティがある。
テレスコピック
遠距離射撃用の倍率3.0xサイト。Y5S3に実装された。OTs-03とCSRX 300を除く攻撃側のマークスマンライフルのみ装備可能。A～Bの2種類存在する。エイム時間にペナルティがある。
バレル
銃口に装着するパーツで、武器のリコイルや距離減衰、銃声を変化させる。
サプレッサー
マズルフラッシュをなくし、弾道が分かりづらくなり、消音効果により発射音を抑える。一部の武器には標準で装着されている。
フラッシュハイダー
射撃中のマズルの跳ね上がりを軽減する。
コンペンセイター
射撃中の水平反動を軽減する。
マズルブレーキ
武器の単発射撃時の反動を軽減する。
拡張型バレル
基本ダメージを増加させてダメージ減衰率を抑え、敵を排除するための位置取りの選択肢を広げる
グリップ
バーティカルグリップ
武器の反動を抑えるバーティカルグリップ。
アングルグリップ
腰撃ちからADSヘの移行時間を短くするアングルグリップ。反動軽減効果はない。Y9S1で効果が変更された。武器のリロードにかかる時間が短縮される
水平グリップ
オペレーターの移動速度が上昇する。Y9S1で追加された。
アンダーバレル
レーザーサイト
レーザーによって腰撃ちの精度を上げる着脱式のサイト。ショットガンのみADS時にも弾の拡散を抑える効果がある。レーザーが壁等に当たると敵からも視認が可能。レーザーは基本的に赤色だが、一部緑色レーザーの武器もある。Y9S1で効果が変更された。腰撃ち精度の上昇はなくなり、エイム時間が短縮される。

### サブガジェット
本作には、オペレーターに固有のメインガジェットの他に、複数のオペレーターが共通して携行可能なサブガジェットが存在する。これらはメインガジェットと同様にラウンド毎に使い切りであり、「1ラウンド目で使ったので2ラウンド目で使えない」といった事は起こらない。

#### 攻撃側
フラググレネード
携行数2　　起爆タイミング/投擲後最初に障害物に衝突してから2秒後
投げてから少し経つと爆発する爆薬グレネード
ADS、マグネット、スーリヤゲートで無力化される。Y8S3までは投げずとも構えた時点で爆発のカウントが開始し、突き上げや自爆特攻が可能であったが、Y8S4のアップデートにより構えた状態で待機しても起爆することはなくなった。自爆や味方へのダメージに注意。構えを解いて投擲をキャンセルできる。
スタングレネード
携行数2　起爆タイミング/着地から1秒後
非殺傷性のの爆発で、近くの敵の視力と聴力を奪う
ADS、マグネット、スーリヤゲートで無力化される。構えているだけでは起爆しない。非殺傷だが直撃ダメージは存在する。構えを解いて投擲をキャンセルできる。
ブリーチングチャージ
携行数3　起爆タイミング/設置プレーヤーの任意タイミング
壁、床、バリケードを爆破できる展開型の爆薬
ただし補強された壁や破壊不能な壁には展開できない。リモコン起爆式で、設置後に回収が可能。シグナルディスラプターで起動を妨害される。窓のバリケードに貼り付けることで、ラペリングブリーチングでの突入ができるようになる。前後に爆破ダメージが存在し、爆風で死亡することもある。
クレイモア　　　
携行数2　起爆タイミング/防衛側オペレーターがレーザーに触れた直後
対人地雷
設置すると狭い扇状に3本のレーザーが出現し、防衛側オペレーターがレーザーに触れると爆発する。設置後に回収が可能。シグナルディスラプターで起動を妨害される。攻撃オペレーターでは起爆しないが、起爆時に近くにいると爆発に巻き込まれる。レーザーの距離は最大3mだが、3m以下でもオブジェクトが存在するとそこまでとなる。
Y7S1.2で所持数が2個に増加した。
スモークグレネード　
携行数2　起爆タイミング/投擲から3秒後
煙を噴き出して視界を奪うグレネード。ADS、マグネット、スーリヤゲートで無効化される。フラググレネードとは異なり、構えているだけでは起爆しない。非殺傷だが直撃ダメージは存在する。フリップサイト使用中のグラズ、グランス起動中のウォーデン、イービルアイと防弾カメラはスモークを貫通して見ることができる。構えを解いて投擲をキャンセルできる。
ハードブリーチングチャージ
携行数2　起爆タイミング/設置プレーヤーの任意タイミング
破壊や補強が可能な壁などに中規模の穴を開けられる展開型の爆薬。壁の下側に貼り付けることで、しゃがみで通れる穴が、上側に貼り付けることで乗り越えで通れる穴を開けられる。補強された落とし戸を破壊する事も可能。ただしショックワイヤーやエレクトロクロウで電気の流れている壁・落とし戸では破壊される。シグナルディスラプターで起動を妨害される。設置すると自動的に起動するため回収は不可。
インパクトEMPグレネード
携行数2　起爆タイミング/投擲から3秒後
周辺にある敵の電子機器デバイスを一時停止させる、非ダメージ性のインパクトグレネード。Y7S3より実装された、投げて使用するガジェットで、オブジェクトに衝突すると衝突地点から半径1.8メートルの防衛側電子ガジェットを9秒間機能不全にする。
Gonne-6（ゴーンシックス）
携行数1発　起爆タイミング/設置1秒後
壁などへの命中時に爆発して防弾仕様のガジェットを破壊する爆発性の弾を発射する
サブガジェットではあるが、サブウェポン枠で携行可能なハンドキャノン。ADS、マグネット、スーリヤゲートで無効化される。バリケードや補強されていない落とし戸を瞬間的に破壊する事が可能で、他にも防弾ガジェットを破壊する事ができる。補強されていない壁に撃った場合、小さな穴は開くが、通行は不可。装備しても通常のハンドガンで得られる移動速度向上の効果は得られない。ガジェットであるため、ADS状態に移行しなくともクロスヘアの中央に着弾する。プレイヤーへのダメージは最大10であり、頭に当てたとしてもヘッドショットにはならない。武器スキン・チャームが装着可能。
ドローン
携行数2
全ての攻撃オペレーターが2台ずつ所持する偵察ツールで、1台は準備フェーズ開始時に、もう1台は任意のタイミングで使用することが可能。ラウンド中にオペレーターが死亡してもマップに残る。オペレータ侵攻前にドローンを侵入させ、防衛側のオペレーター配置やガジェット配置などを確認することが可能。道中に障害物があっても、ジャンプで乗り越えることができる。敵を赤ピンでスポットすることや、黄色ピンを立てることが可能。攻撃ラウンド中に死亡した場合、これらのドローンの視点や、生存プレイヤーの視点となる。ピンの使用は死後も可能。使用中は黄色く光り、敵に気付かれやすくなっている。シグナルディスラプターで機能を停止させられ、敵味方関係なく電流や銃撃、爆風などでも破壊される。壊されない限りは、何度でも回収・使用が可能。

#### 防衛側
有刺鉄線
携行数2
敵を足止めする無数のトゲがついた鉄線
近接攻撃2回か、スレッジハンマー、爆発物で無効化される。攻撃オペレーターが有刺鉄線上を通過してもダメージはないが、大きな音と移動速度ペナルティーが発生する。ドローンの移動も阻害する。微かではあるが、防衛側オペレーターの通過時にも音が発生する。設置後に回収が可能。
展開型シールド
携行数1
しゃがみ状態で全ての攻撃を防ぐ展開型のシールド
銃弾では破壊されないが、スレッジハンマー、爆発物で破壊される。Y4S3以降、展開型シールドがv2となり、防弾ガラスのはめ込まれたスリットが追加され、体を出さずに盾の向こう側を確認することが可能となった。盾は乗り越える事が可能。手に持っていても防弾効果がある。設置後に回収が可能。
ニトロセル
携行数1
遠隔起爆可能なC4爆薬
壁や床、天井等に設置し任意のタイミングで起爆させられる爆薬。ただし軌道は他の投擲物と大きく異なる。設置すると点滅し、音がするほか、EMPグレネードで一時的に無効化、低速爆薬ランスで破壊され、IQのRED等でも発見される。投擲中のニトロセルにも当たり判定が存在し、銃撃で破壊可能。味方の物であってもスーリヤゲートに触れると破壊され、ゲートの効果も停止する。構えを解いて投擲をキャンセルできる。設置後に回収が可能。
防弾カメラ
携行数1
設置式の防弾カメラ。手動でEMPバーストを発射して電子機器を停止できる
正面からの銃撃では破壊されないが、側面への銃撃や爆発で破壊され、近接攻撃ではフロントプレートが割られて視界が確保できなくなる。。EMPグレネードで一時的に無効化され、REDでも探知される。側面へ攻撃すればショックドローンでも破壊は可能。使用中は他の偵察ツールと同様に発光する。Y6S4以降、視点の移動機能と、攻撃側の電子ガジェットを一時的に停止させるEMPダーツを発射できるようになった。設置後に回収が可能。
感知アラーム
携行数2
敵が接近するとアラームが作動するセンサー
範囲内に攻撃オペレーターが侵入するとアラーム音が鳴る。投げて設置するため、設置の自由度が高い。探知範囲は、感知アラームを中心とした球状だが、間に何らかのオブジェクトがあると反応しない。EMPグレネードで一時的に無効化され、低速爆薬ランスで破壊される。ショックドローンで破壊可能で、射撃でも破壊可能。スーリヤゲートに触れると破壊され、ゲートの効果も停止する。設置後に回収が可能。
インパクトグレネード
携行数2
命中時に爆発するグレネード
投げた後、何かにぶつかると爆発するグレネード。破壊可能な壁や床、落とし戸やバリケードを破壊可能。また、オペレーターに当たっても爆発するため、敵だけでなく、味方にも直撃でダメージを与えることがある。ただしニトロセルと違い一撃で死亡するほどのダメージはない。スーリヤゲートに触れると破壊され、ゲートの効果も停止する。構えを解いて投擲をキャンセルできる。
補強壁
携行数10（チーム共通）
破壊可能な壁や落とし戸を補強することができる。補強された壁は銃弾を通さず、ヒートチャージ・X-KAIROS・ブリーチングトーチ・S.E.L.M.A.・ハードブリーチングチャージ以外では破壊されない。ショックワイヤーやエレクトロクロウで壁に電流を流すことができ、この電流に触れた攻撃オペレーターにはダメージが発生する。補強にかかる時間は4.5秒。この間は無防備になるが、途中で補強をキャンセルすることもできる。一度補強した壁は解除ができない。チーム共通で10枚あるため、1人で10枚補強する事も可能。
偵察ブロッカー
携行数3

### スキン
外見のカスタマイズアイテムであり、変更すると自身の視点や、他プレイヤー視点でも適用される。競技シーンなどでは、一部スキンに使用制限が掛けられていることもある。
ヘッドギア
オペレーターの見た目のうち、頭部を変更する。ショップやアルファパック等から入手可能。
ユニフォーム
オペレーターの見た目のうち、頭部以外を変更する。ショップやアルファパック等から入手可能。
ビクトリーポーズ
オペレーターの見た目のうち、マッチ勝利時のMVPモーションを変更する。エリートスキンで入手可能。
オペレーターポートレート
オペレーターの見た目のうち、オペレーターカードに表示されるオペレーターの外見を変更する。ショップやバトルパスから入手可能。
カード背景
オペレーターの見た目のうち、オペレーターカードの背景を変更する。ショップやバトルパスから入手可能。
武器スキン
オペレーターの使用する武器の外見を変更する。ショップやアルファパック等から入手可能。Y5S4以降、一部の武器には、武器の形状が変化する「3Dウェポンスキン」も存在する。
アタッチメントスキン
武器に付くアタッチメントの外見を変更する。バトルパス報酬やショップ等で入手可能。
チャーム
ハンドガンを除く全ての武器に付けることができるアクセサリー。武器にぶら下げる形式で、マッチ中にはプレイヤーの体制によって可動する。シーズン毎のランクマッチ報酬やショップ、アルファパック等から入手可能。
固有アビリティ
オペレーターの固有アビリティガジェットの見た目を変更する。エリートスキンで入手可能。
ドローンスキン
攻撃側オペレーターの使用するドローンの見た目を変更する。バトルパスで入手可能。

## 観戦
Y6から実装された、セクションで、直近最大12戦までのマルチプレイマッチを専用の観戦UIでリプレイすることができる。プレイヤー自身の視点だけでなく、俯瞰視点、追従俯瞰視点、他プレイヤーの視点も選択可能。

## ショップセクション
エリートスキンやシーズンスキン、プロチームスキン等をはじめとした外見のカスタマイズアイテムが販売されている。購入には有料のR6クレジットを使用するもの、ゲーム内で入手可能な名声ポイントを使用するもの、直接現金で購入するものがある。
エリートスキン
一部オペレーターにのみ実装されているスキンで、セット内容はヘッドギア・ユニフォーム・武器スキン・限定チャーム・ガジェットスキン・オペレーターカード・ビクトリーポーズである。実装初期は武器スキンとチャーム以外をワンセットで装備するスキンであったが、Y7S1ではそれぞれの要素を個別で設定できるようになっている。
シーズンスキン
シーズン毎に販売される、武器やそのアタッチメント、オペレーターのスキンで、そのシーズン終了までに実装されている武器・オペレーターが装備可能なスキン。異なる武器同士・オペレーター同士でもデザインはおおよそ統一されている。購入できるのは当該シーズンのみである。過去のシーズンスキンはアルファパックに追加されることがある。
プロチームスキン
プロリーグに出場している一部チームをモチーフとしたスキンで、一部のオペレーターのヘッドギア・ユニフォームや、一部の武器スキン、全ての武器に装着可能なチャーム等が販売されており、このスキンでの収益の一部がプロチームに渡される。日本のチームからはCAG・GUTS Gaming・FAV・野良連合のスキンが販売されている。ただし、野良連合スキンは野良連合がプロチームの要件を満たさなくなったとして、日本時間2021年2月1日午後11時をもってゲーム内での販売が終了したが、購入済みであれば引き続き使用することは可能。

## アップデート
本作はインターネットマルチプレイタイトルであるため、コンテンツ追加やバランス調整などを含んだ継続的なアップデートが行なわれている。アップデートは約1年毎に行なわれるイヤー（Y）と約3ヶ月前後で行なわれるシーズン（S）、シーズン中の小規模アップデート（ミッドパッチ）により構成される。これらを用いて「Y1S1」の様に表記される事がある。また、各シーズンには固有の名前が付けられている。
| 日時           | イヤー | シーズン | 名前                       | オペレーター               | マップ                                           | 備考 |
| -------------- | ------ | -------- | -------------------------- | -------------------------- | ------------------------------------------------ | --- |
| 2015年12月1日  |        |          |                            |                            |                                                  | 発売 |
| 2015年12月10日 |        |          |                            |                            |                                                  | 日本国内発売 |
| 2016年2月2日   | 1      | 1        | Operation BLACK ICE        | BUCK、FROST                | ヨット                                           | |
| 2016年5月10日  | 1      | 2        | Operation DUST LINE        | BLACKBEARD、VALKYRIE       | 国境                                             | |
| 2016年8月2日   | 1      | 3        | Operation SKULL RAIN       | CAPITÃO、CAVEIRA           | ファベーラ                                       | |
| 2016年11月17日 | 1      | 4        | Operation RED CROW         | HIBANA、ECHO               | 高層ビル                                         | |
| 2017年2月7日   | 2      | 1        | Operation VELVET SHELL     | JACKAL、MIRA               | 海岸線                                           | |
| 2017年6月7日   | 2      | 2        | Operation HEALTH           |                            |                                                  | CS機では6月20日 |
| 2017年9月5日   | 2      | 3        | Operation BLOOD ORCHID     | YING、LESION、ELA          | テーマパーク                                     | |
| 2017年12月5日  | 2      | 4        | Operation WHITE NOISE      | DOKKAEBI、VIGIL、ZOFIA     | タワー                                           | |
| 2018年3月6日   | 3      | 1        | Operation CHIMERA          | LION、FINKA                |                                                  | |
| 2018年6月7日   | 3      | 2        | Operation PARABELLUM       | MAESTRO、ALIBI             | ヴィラ、クラブハウス（リワーク）                 | |
| 2018年9月4日   | 3      | 3        | Operation GRIM SKY         | MARVERIC、CLASH            |                                                  | |
| 2018年12月4日  | 3      | 4        | Operation WIND BASTION     | NOMAD、KAID                | 要塞                                             | |
| 2019年3月6日   | 4      | 1        | Operation BURNT HORIZON    | GRIDLOCK、MOZZIE           | アウトバック                                     | |
| 2019年6月11日  | 4      | 2        | Operation PHANTOM SIGHT    | NøKK、WARDEN               | カフェ・ドストエフスキー（リワーク）             | |
| 2019年9月11日  | 4      | 3        | Operation EMBER RISE       | AMARU、GOYO                | 運河（リワーク）                                 | |
| 2019年12月3日  | 4      | 4        | Operation SHIFTING TIDES   | KALI、WAMAI                | テーマパーク（リワーク）                         | |
| 2020年3月10日  | 5      | 1        | Operation VOID EDGE        | IANA、ORIX                 | オレゴン（リワーク）                             | |
| 2020年6月16日  | 5      | 2        | Operation STEEL WAVE       | ACE、MELUSI                | 民家（リワーク）                                 | |
| 2020年9月10日  | 5      | 3        | Operation SHADOW LEGACY    | ZERO、TACHANKA（リワーク） | 山荘（リワーク）                                 | 1.5倍、2倍、3倍サイトの追加、ACOGサイトの倍率変更（2倍→3倍） |
| 2020年12月1日  | 5      | 4        | Operation NEON DAWN        | ARUNI                      | 高層ビル（リワーク）                             | |
| 2021年3月16日  | 6      | 1        | CRIMSON HEIST              | FLORES                     | 国境（リワーク）                                 | 「評価システム」導入 |
| 2021年6月15日  | 6      | 2        | NORTH STAR                 | THUNDERBIRD                | ファベーラ（リワーク）                           | |
| 2021年9月7日   | 6      | 3        | CRYSTAL GUARD              | OSA                        | 海岸線、クラブハウス、銀行（いずれもマップ強化） | |
| 2021年11月30日 | 6      | 4        | HIGH CALIBRE               | THORN                      | アウトバック（リワーク）                         | |
| 2022年3月15日  | 7      | 1        | DEMON VEIL                 | AZAMI、GOYO（リワーク）    | エメラルドプレーンズ                             | 新マップは4月19日 |
| 2022年6月14日  | 7      | 2        | Operation VECTOR GLARE     | SENS                       | 接近戦（チームデスマッチ専用）、射撃練習場       | |
| 2022年9月6日   | 7      | 3        | Operation BRUTAL SWARM     | GRIM                       | スタジアム・ブラボー                             | スタジアムはイベント「Road to S.I.2021」で使用したマップに修正を加えたもの |
| 2022年12月7日  | 7      | 4        | Operation Solar Raid       | SOLIS                      | ナイトヘイヴン・ラボ                             | ランク2.0、「評価システム」の可視化 |
| 2023年3月7日   | 8      | 1        | Operation Commanding Force | Brava                      |                                                  | リロードリワーク、MOUSETRAP（CS版のみ、シーズン途中） |
| 2023年5月30日  | ８     | ２       | OPERATION DREAD FACTOR     | Fenrir                     | 領事館                                           | 領事館の刷新、ターゲットのスピード、動き、数などをカスタマイズできる射撃練習場の新たなエイムレーン HeadshotやGolden Gunといった多くの人気モードを含む常設のアーケードプレイリスト バランス調整 |
| 2023年8月29日  | 8      | 3        | Operation Heavy Mettle     | RAM                        |                                                  | コメンデーションシステムの導入やクイックマッチの刷新 アンランクの見直し，ゲームモードWeapons Roulette追加                                                                                      |
| 2023年11月28日 | 8      | 4        | Operation Deep Freeze      | TUBARÃO                    | アジト                                           | 他者への評価機能の追加。腰リーン追加（CS） |
| 2024年3月12日  | 9      | 1        | DEADLY OMEN                | DEIMOS                     |                                                  | 1.5倍、2倍サイトの削除、水平グリップの追加。攻撃側シールドオペレーターの仕様変更。 |

Y2S2「Operation HEALTH」では、システム改修やバグ修正に専念するためとして追加コンテンツの配信が行なわれなかった。本来配信予定であった「香港」及び「韓国」はそれぞれ1シーズン後ろとなるS3とS4に繰り越し、S4で配信予定であった「ポーランド」をS3とS4に分割して配信された。

## 登場人物
オーレリア・アルノット
声 - 日本語：三石琴乃 / 英語：アンジェラ・バセット
レインボー部隊の司令官。45~55歳の女性だが、その経歴は謎に包まれている。
ハリシュバ・"ハリー"・パンディ
声 - 英語：アンディ・マックイィーン
レインボー部隊の2代目司令官。Tシャツ姿をした30代中後半ばの男で、初代シックスの軍事アドバイザーから昇任した。初登場となったY4S3では、ゲーム初となる（ミニ）バトルパスイベント、「HARRYと呼んでくれ」が開催された。
Y8シネマティックトレーラー にて、Deimosによって殺害された。

### YEAR1 オペレーター
イギリス・特殊空挺部隊 (SAS)
全隊員がガスマスクを着用しているのが特徴。このガスマスクにスモークのガスを防ぐ効果はない（スモーク本人は例外）。
スレッジ (SLEDGE)
日本語版声優 - 櫛田泰道
本名：シェイマス・カウデン
生年月日 : 4月2日（35歳）
出身：スコットランド、ジョン・オ・グローツ
ガジェット：タクティカルブリーチングハンマー「ケイバー」
前線での戦いを主とする男性兵士。スコットランドハイランド北部地方出身の彼は、その恵まれた体格と運動能力によってアスリートとしても活躍した。その後、社会貢献に強い関心を持った彼は18歳で陸軍に入隊、5年の月日の後S.A.S.へと引き抜かれた。
彼はその巨体と腕力を生かすため、大型ハンマー（タクティカルブリーチングハンマー）を専用装備としている。破壊可能な壁やバリケードに対してハンマーを振るえば、人が通るための穴を一撃で開けることが可能。他の手段を用いて破壊するよりも破壊音が小さいため、相手に気づかれにくい。しかし、ハンマーの使用中は無防備になり、自分があけた穴は防衛側にも利用されてしまうことから、事前の偵察をしっかりしておく必要がある。また、ハンマーは近接攻撃扱いであり敵をキルできる。
コードネームの由来は英語圏で大型ハンマーのことを「スレッジハンマー」と呼称することから。
エリートスキンの名称は「Lディタッチメント」

サッチャー (THATCHER)
日本語版声優 - さかき孝輔
本名：マイク・ベイカー
生年月日 : 6月22日（56歳）
出身：イングランド、ビディフォード
ガジェット：EG Mk0-EMPグレネード
技術工学の専門家であるS.A.S.の古参兵。18歳で軍に入隊し、その後現在までに3度もの戦争を経験したベテラン兵である。その能力はVIP護衛任務に適任と判断されたほどである。また、近接戦闘の名手で、対デバイス任務に関しては世界一流のエキスパートでもある。その理由は、あらゆる電子機器を故障させるEMPグレネードを専用装備として携帯しているため。
彼の持つEMPグレネードを爆発させれば、周囲の防衛側の電子ガジェットを一定時間操作不能になる。
コードネームの由来は、「屋根葺き職人」の意であり、EMPで電子機器を一掃する姿が茅葺き屋根の古い藁を取り去る様子と重なったことから。
エリートスキンの名称は「ニムロッド作戦」
ゴーストリコン ブレイクポイントのライブイベント「アンバー・スカイ作戦」に登場した。

ミュート (MUTE)
日本語版声優 - 田坂浩樹
本名：マーク・R・チャンダー
生年月日 : 10月11日（25歳）
出身：イングランド、ヨーク
ガジェット：GC90「モニ」シグナルディスラプター
ガスマスクにばつ印のテープが貼り付けられているのが特徴の男性兵士。12歳で高等学校を卒業するなど、科学の神童として知られた。その後イギリスのテクノロジー会社にインターンの一環としてセキュリティシステムのプロトタイプ開発に携わり、14歳でケンブリッジ大学工学部に入学した。卒業後、陸軍の無線兵になった。
無線による諜報に長けていて、特に電波妨害を得意としており、専用装備の電波妨害装置「シグナルディスラプター」（通称:ジャマー）で攻撃側ドローンのほかにブリーチングチャージやクラスターチャージなど、遠隔操作式装備の信号の送受信を妨害し、起動を防ぐ。なぜか有線であるはずのブリッツのガジェットも妨害できる。S.E.L.M.A.アクアブリーチャーやラテロチャージ、クレイモアやエアジャブ等の攻撃側の設置式ガジェットも効果を停止させることができるが、その際は停止していることがわかるエフェクトがガジェットに現れる。
コードネームの由来はハイテク装備の一切を完全に「沈黙」させることから。
エリートスキンの名称は「Fスクワドロン」

スモーク (SMOKE)
日本語版声優 - 江藤博樹
本名：ジェームス・ポーター
生年月日 : 5月14日（36歳）
出身：イングランド、ロンドン
ガジェット：コンパウンドZ8グレネード
戦闘のスリルを好む、生物学に特化した男性兵士。特別勉強熱心な訳でもなかったが、科学に関して、特に生物学と解剖学に強い興味を示した。卒業後、偽造IDを使い親の同意なしで、イギリス陸軍に入隊した。軍のボクシングチームに加入している。変わったユーモアの持ち主で、自己陶酔的な面もある。
専用装備の遠隔ガスグレネードは、ガスに触れた者にダメージを与えるもので、敵の排除や侵入を防ぐ効果がある。このガスは味方や人質にもダメージを与えてしまう為、起爆する際には注意が必要である。
コードネームの由来は彼がガジェットで「煙」を扱っているため。
エリートスキンの名称は「レッドアーセニック」

フランス・国家憲兵隊治安介入部隊 (GIGN)
バラクラバやライオットヘルメットが特徴。
モンターニュ (MONTAGNE)
日本語版声優 - 間宮康弘
本名：ジル・トゥーレ
生年月日 : 10月11日（48歳）
出身：フランス、ボルドー
ガジェット：ル・ロック
GIGNの古参兵。18歳でフランス国家憲兵隊の一員となり、これまでの人生を国家防衛に捧げてきた経験豊富な警察官であり、その信念からGIGNのメンバーとして選ばれた。彼は仲間からの信頼がとても厚い。その理由は、彼が仲間を守ることを信条としているためである。
彼は攻撃の役割を与えられていながらも拡張型シールドを専用装備としている。拡張型シールドは展開することで全身を銃弾から防御でき、爆発物の威力を下げることで背後にいる仲間をその身をもって守り抜く。しかしこの間は攻撃用の武器が使えないという欠点がある。
コードネームの由来はフランス語で「山」の意。シールドには「ル・ロック」(岩)という名が付けられており、彼の不動の意志を象徴するものとなっている。
エリートスキンの名称は「MTG MK.II」

ツイッチ (TWITCH)
日本語版声優 - 永木貴依子
本名：エマニュエル・ピション
生年月日 : 10月12日（28歳）
出身：フランス、ナンシー
ガジェット：RSD Model 1 ショックドローン
技術工学の専門家である女性兵士。数学と科学を重要視する家庭で生まれ育ち、軍の養成機関が出資するプログラミング大会への参加をきっかけに軍人の道を選んだ。幼い頃から難しい分析的な問題に慣れ親しんだためか、ロボットシステムや機械プロセスに精通している。
彼女は戦場で近距離テーザーを装備したドローン（ショックドローン）を用いる。このドローンを使用すれば、敵の爆薬を始め、カメラやガジェット類を静かに破壊することができる。また、テーザーによって敵にダメージを与える事が可能になる。
コードネームは「痙攣」の意。
エリートスキンの名称は「マキス」

ドック (DOC)
日本語版声優 - 山本兼平
本名：ギュスターヴ・カテブ
生年月日 : 9月16日（39歳）
出身：フランス、パリ
ガジェット：MPD-0 スティムピストル
GIGNの衛生兵。国境なき医師団のボランティアや特殊作戦旅団の軍医を務めていたという経歴を持つ。真の利他主義者で、彼は兵役とは、市民を守る気高い仕事であり、特にGIGNはダイレクトに自身の能力を貢献できる場所と考えている。純粋に争いを解決しようとする彼の信念は貴重なもので、彼の持つ専用装備はその信念にまさにぴったりのものである。
彼はダメージを受けた味方を治療するほか、通常であれば相手に近づく必要のある蘇生を遠くから行うことが可能な「スティムピストル」を携帯している。これによって、チームの生存率が高まり、ルークの持つアーマープレートと組み合わされば、その効果は最大限にまで発揮される。
コードネームの由来は医者の意である「ドクター」から。
エリートスキンの名称は「トレンチメディック」

ルーク (ROOK)
日本語版声優 - 寸石和弘
本名：ジュリアン・ニザン
生年月日 : 1月6日（27歳）
出身：フランス、トゥール
ガジェット：R1N 「ライノ」 アーマー
GIGNの若い兵士。学生時代はスポーツ、特に陸上競技において優れた成績を収める。18歳でフランス国家憲兵隊入隊後、ハイウェイのパトロール隊に配属される。ここで彼は自分の銃器の扱いの才能に気づく。彼はその才能を専一に磨き続けた結果、GIGNの目に止まることになる。
彼は以前小さなアーマープレートを用いた、GIGN独自の新兵向け訓練を担当していた。その訓練と同様に、戦場では被弾によるダメージの軽減に加え、体力が尽きた際の即死率と出血量を低下させる「ライノ」アーマープレートの補給バッグを専用装備とする。なお、このアーマープレートの入ったバッグは一度設置すると回収不能かつ敵も拾うことが可能であるという点に注意が必要。
コードネームの由来はチェスにおける「ルーク」(城壁ないし戦車の意)から。
エリートスキンの名称は「ジョンダメリー」

アメリカ・連邦捜査局特殊火器戦術部隊 (FBI SWAT)
全隊員がサングラスやゴーグル,及び立襟の防護服を着用している。
テルミット(サーマイト) (THERMITE)
日本語版声優 - 佳月大人
本名：ジョーダン・トレイス
生年月日 : 3月14日（35歳）
出身：アメリカ合衆国、テキサス州プレイノ
ガジェット：BRIMSTONE BC-3 ヒートチャージ
化学に特化したFBI SWATのメンバー。高校卒業後、アメリカ海兵隊に入隊し、艦隊付き対テロ(FAST)チームなどに所属してイラクで二度の従軍を経験した。除隊後復員兵への支給金を使いテキサスA&M大学で化学博士号を取得し、FBIに入局。4年後、FBI SWATへ転属された。
彼はその化学の知識を生かして、テルミット反応により通常のブリーチングチャージや、スレッジのハンマーなどでは破壊できない補強された壁の破壊が可能な携帯式の爆薬（ヒートチャージ）を専用装備とする。爆発までに時間がかかるためバンディットのショックワイヤーなどで破壊される事を留意する必要がある。
コードネームはテルミット法に由来する。
エリートスキンの名称は「ビンテージ・ビューロー」

アッシュ (ASH)
日本語版声優 - 丸山雪野
本名：イライザ・コーエン
生年月日 : 12月24日（33歳）
出身：イスラエル、エルサレム
ガジェット：M120 CREM
破壊工作に長けたFBI SWATのメンバー。イスラエル出身。テルアビブ大学を卒業したあと、イスラエル国防軍へと入隊。大学で学んだ工学知識により、シャルダグにて機械整備や破壊工作のエキスパートとしての訓練を積んだ。レバノンでの軍務を終えた後、法執行機関の国際交流プログラムでFBIに入局した。自意識過剰な所がある。
彼女は遠距離からブリーチング弾を撃ち込むグレネードランチャーを専用装備としており、弾に仕込まれた遠隔爆薬は障害物にめり込んだのちに自動で爆発する仕掛けとなっているため、電波による干渉を受けないが、グレネードなど投擲物と同じく、イェーガーのアクティブディフェンスシステムにより無効化される。
コードネームの由来は、ブリーチング弾で破壊され散った「灰」の意。
エリートスキンの名称は「サイドワインダー」と「ブラックヴァイパー」。前者は期間限定で無料配布されていた(現在は有料)。後者も同じ期間に限定アルファパックから入手可能であった(現在入手不可)。トゥームレイダーとのコラボで、エリートスキン「トゥームレイダー」がある。
ゴーストリコン ブレイクポイントのライブイベント「アンバー・スカイ作戦」に登場した。
アークナイツのコラボイベント「OPERATION ORIGINIUM DUST（オペレーション・オリジニウムダスト）」に登場した。

キャッスル (CASTLE)
日本語版声優 - 丸山壮史
本名：マイルズ・キャンベル
生年月日 :9月20日（36歳）
出身：アメリカ合衆国、カリフォルニア州シャーマン・オークス
ガジェット：UTP1汎用型タクティカルパネル
3代揃って警官の家に生まれたという出自を持つ、FBI SWATのメンバー。
カリフォルニア州立大学で刑事司法の資格を取得し、警察に採用される。その後も順調に昇進を重ねていき、FBI SWATのメンバーとなった。どんな状況でも滅多に慌てたりせず冷静に振る舞い、人を安心させるという能力がある。また、自身や味方が安全であるよう周りに目を光らせているという。
防弾バリケードを専用装備としている。アサルトライフルやハンドガンの弾丸を完全に防ぐことができ、通常のバリケードより耐久性が高いため、壊すのに時間がかかるものとなっている。ただし味方の銃弾も防いでしまうため、フューズのクラスターチャージを安全に使用させてしまうなどの弱点があり、またフラググレネードやブリーチングチャージなどの爆発物やスレッジのブリーチングハンマー等を使用すれば即破壊可能という欠点も持つ。
コードネームの由来は「城」。
エリートスキンの名称は「ポイントブランクジャスティス」
パルス (PULSE)
日本語版声優 - 杉村憲司
本名：ジャック・エストラーダ
生年月日 : 10月11日（32歳）
出身：アメリカ合衆国、ノースカロライナ州ゴールズボロ
ガジェット：HB-5 心拍センサー
人心を見抜くのに長けたFBI SWATのメンバー。軍人の両親の間で育てられた。幼少期から基地から基地へと移転を繰り返したことで、人の些細な動きにも反応するようになり、学校卒業後は母親と同じ空軍の諜報部員としての道を選んだ。従軍後、FBIにネゴシエイターとして入局。
専用装備に、敵の心臓の鼓動を感知する心拍センサーを用いることで、遮蔽物の向こうにいる敵を見つけ出し先制攻撃を食らわせることができる。しかし、サッチャーの持つEMPグレネードによる電波干渉に弱い。また、ガジェット使用中にIQのデバイスにスキャンされれば、自身の場所を晒してしまうという弱点がある。
コードネームの由来はセンサーで感じ取ることができる「脈拍」の意。
2019年シックス・インビテーショナル限定アルファパックにおいて彼のアクセサリーチャームに「由美子」とヒバナの本名が刻まれており、ヒバナに対して特別な感情を持っていることがわかった。
エリートスキンの名称は「ラッキーセブン」

ドイツ・連邦警察局 (GSG-9)
全隊員がジーンズやスニーカーなどの軽装にアーマーを着込んでいる。
アイキュー(IQ)
日本語版声優 - 高森奈緒
本名：モニカ・ヴァイス
生年月日 : 8月1日（38歳）
出身：ドイツ、ライプツィヒ
ガジェット：RED Mk III スペクター
GSG-9のメンバーで、電子機器の探知に長けている。若くしてエンジニアとしての才能を開花させた彼女は、アイビーリーグで電気工学を学び、GSG-9で技術関連の訓練を受けてきたという経歴を持つ。
敵の設置した電子機器を探知するデバイス（RED Mk III スペクター）を専用装備とする。この装備を使うことで敵の爆薬やガジェットを回避したり破壊する事ができ味方に有利な状況を作り上げることができるほか、カメラの確認やトッケビのロジックボムなどによって起動中の端末も探知できる一方で、フロストのウェルカムマットのようなアナログなガジェットは探知できない。Y6S3でPIN2.0システムに対応し、検知中の電子ガジェットにピンを立てることができるようになり、またREDの画面に検知中の電子ガジェットの種類が表示されるようになった。
コードネームの由来は知能指数「IQ」から。
エリートスキンの名称は「再統一」

ブリッツ (BLITZ)
日本語版声優 - 丸山智行
本名：エリアス・ケッツ
生年月日 : 4月2日（37歳）
出身：ドイツ、ブレーメン
ガジェット：G52タクティカルシールド
GSG-9のメンバーで、学生時代は素晴らしい成績を収め、またスポーツマンとしても活躍していた。ユーモアで場を和ませることが得意な彼は、前方にフラッシュを焚くシールドを装備している。フラッシュには回数の制限があるが、これを用いることで敵の視界を奪うと同時に排除し、防衛線をたやすく突破することができる。Y2S3.2で盾がダッシュをしながら使用可能になった。
コードネームはドイツ語で、まばゆい光をもたらすと表現された「稲妻」の意。
エリートスキンの名称は「パンツァーシュタルク」
アークナイツのコラボイベント「OPERATION ORIGINIUM DUST（オペレーション・オリジニウムダスト）」に登場した。

バンディット (BANDIT)
日本語版声優 - 西健亮
本名：ドミニク・ブルンスマイヤー
生年月日 : 8月13日（42歳）
出身：ドイツ、ベルリン
ガジェット：CED-1 （クルード・エレクティカル・デバイス）
GSG-9のメンバーで、ガラクタ類を武器として改造する能力に長けている。彼は18歳で双子の兄弟セドリックと共にドイツの連邦国境警備隊（BGS)に入隊し、2006年のGSG-9採用後、ヘルズ・エンジェルスのハノーファー支部でスパイとして4年間を過ごしたという経歴を持つ。4年間で薬物の売買や殺人などを目の当たりにした彼はペシミスト的な思考を持っている。
彼は、有刺鉄線や補強された壁に高電圧を流す機器（ショックワイヤー）を専用装備とする。これにより、触れた人間に電気によるダメージを与えるだけでなく、テルミットやヒバナが使用する補強壁のブリーチングガジェットを破壊することができる。このガジェットはサッチャーのEMPグレネードやトゥイッチのショックドローンに弱いという欠点を持つ。
コードネームの由来はドイツ語で「山賊」。
エリートスキンの名称は「アクスル13」

イェーガー (JÄGER)
日本語版声優 - 駒谷昌男
本名：マリウス・シュトライヒャー
生年月日 : 3月9日（39歳）
出身：ドイツ、デュッセルドルフ
ガジェット：ADS-MK IV 「マグパイ」
GSG-9の古参兵で、ヘリパイロットとしてインド洋で海賊対策の任務に就いていた経歴を持つ。戦車を敵の攻撃から守る地上アクティブディフェンスシステムの開発に携わったことでGSG-9の目を引き、採用された。
フラググレネードなどの敵の投擲物を無効化する装置・アクティブディフェンスシステムを専用装備とするが、こちらもバンディットのショックワイヤー同様敵の電子機器を破壊するガジェットに弱い。特徴的なヘルメットは戦闘機やヘリコプターのパイロットが装備するHGU56である。
コードネームの由来はドイツ語で「ハンター」。
エリートスキンの名称は「フライングエース」

ロシア・特殊任務部隊"スペツナズ"
全隊員が異なる迷彩色のBDU(Gorka戦闘服)を着用している。
フューズ (FUZE)
日本語版声優 - 金子修
本名：シュフラット・ケシバイエフ
生年月日 : 10月12日（34歳）
出身：ウズベキスタン、サマルカンド
ガジェット：APM-6 「マトリョーシカ」
モトクロス用ヘルメットのフェイスガードが特徴的なスペツナズの一員。ウズベキスタンのサマルカンドの軍人の家で育つ。ソビエト崩壊直前にロシアへ移住し軍人となり、そこで専門技術を買われ、試験兵器旅団に配属された。
彼は、補強されたものも含めて破壊可能な壁やバリケード に設置し、その向こうに跳弾する複数の小型グレネードを射出するガジェット（クラスターチャージ）を装備している。一発のダメージは小さいが、屋内の狭い部屋であればその制圧力は凄まじく、爆発と衝撃によって敵をまとめて排除することができる。そのため味方を巻き込まないよう注意を払うことが必須。
コードネームの由来は爆薬を起爆する「信管」。
エリートスキンの名称は「セカンドショックアーミー」

グラズ (GLAZ)
日本語版声優 - 一ノ渡宏昭
本名：ティムール・グラズコフ
生年月日 : 7月2日（30歳）
出身：ロシア、ウラジオストク
ガジェット：HDSフリップサイト
スペツナズの一員である狙撃兵で、南オセチアの紛争に参加したり、VIPの警護を数年務めたという経験を持つ。元々は芸術家としての経歴を持ち、その持ち合わせた好奇心と細かな情報を見逃さない性格が、彼を狙撃兵として成長させた。
専用装備はマークスマンライフル（ドラグノフ狙撃銃をブルパップ化したSVU狙撃銃）とそれに装着したフリップアップ式の4倍スコープで、交戦距離に応じて短距離用サイトと使い分けが可能。Y2S1以降、サーモグラフィー機能が搭載されており、サイトを通じて見ると、敵の輪郭が黄色くはっきりと映し出され、スモークの中でも敵を視認することができる。これはグラズが参加した狙撃大会で2位となり、そのとき1位だったGalanosとの数度のセッションを経て、アタッチメントが近代化されたため。
OTs-03ライフルは大統領専用機の窓を貫通する。
コードネームの由来はロシア語で「目」。
エリートスキンの名称は「リーサルシチズン」

カプカン (KAPKAN)
日本語版声優 - 里卓哉
本名：マクシム・バスーダ
生年月日 : 5月14日（38歳）
出身：ロシア、コブロフ
ガジェット：EDD Mk III
スペツナズの一員である罠の専門家。コブロフの貧しい工場労働者の家庭で、3人兄弟の長男として生まれ育ち、貧困から逃れるべく内務省に入り、バレンツ海の港町に赴任した経緯を持つ。
出入り口や窓に設置する侵入阻止デバイス(レーザー探知式地雷)を専用装備とする。侵入阻止デバイスは通行者に反応して爆発する。ダメージは最大60で、設置後、レーザーは透明になる。
コードネームの由来はロシア語で「トラップ」。彼の使うガジェットに相応しい名前となっている。
エリートスキンの名称は「ヴィンペル」

タチャンカ (TACHANKA)
日本語版声優 - 広田みのる
本名：アレクサンドル・セナフィエフ
生年月日 : 11月3日（48歳）
出身：ロシア、サンクトペテルブルク
ガジェット：シュミハランチャー
スペツナズの一員。グラスノチ以前の赤軍の家で生まれ育ったこともあり、ソビエト時代の兵器などに関心を持ち、自らレストアしたDP28軽機関銃を愛用するほどである。
リリース当初の専用装備は設置式の固定機銃だったが、Y5におけるアップデートによって軽機関銃は携行可能なメイン武器となり、 焼夷弾を発射するグレネード・ランチャーが新たな専用装備になった。焼夷弾は発火しながらバウンドし、最終的な着地地点に炎を撒き散らす。

コードネームの由来はロシア内戦等で使われた、後ろ向きに軽機関銃を装備した軍用のロシアの馬車「タチャンカ」。
エリートスキンの名称は「スラヴァツァーリ」
アークナイツのコラボイベント「OPERATION ORIGINIUM DUST（オペレーション・オリジニウムダスト）」に登場した。

カナダ・統合タスクフォース2 (JTF-2)
DLC第1弾「OPERATION  BLACK ICE (オペレーション・ブラックアイス)」で追加されたカナダの特殊部隊。ファー付きの襟が特徴の寒冷地用BDUとニット帽を着用している。
バック (BUCK)
日本語版声優 - 前田一世
本名：セバスティアン・コテ
生年月日 : 8月20日（36歳）
出身：カナダ、ケベック州モントリオール
ガジェット：SK 4-12
髭が特徴的な男性兵士。士官訓練プログラムによってカナダ軍に入隊し、その後軍組織を転々とする。その後、入隊したカナダの緊急対応部隊での活躍を認められカナダ軍からJTF-2に誘われる事になる。
彼は、他のレインボー部隊のメンバーが使うようなハイテク装備よりも、シンプルなデザインのガジェットを好む。その性格が現れた専用装備「スケルトンキー」はアンダーバレル式で壁やバリケードの破壊に特化したショットガンである。メインウェポンのライフルと同時に運用が可能で、もちろん戦闘用としても、近距離では敵を瞬時に無力化することができる。その組み合わせは、戦場で様々な状況にも柔軟に対応できる。
コードネームの由来は、「雄鹿」「散弾」。
エリートスキンの名称は「スノードリフトエキスパート」

フロスト (FROST)
日本語版声優 - 宮崎智栄子
本名：ティナ・リン・ツァン
生年月日 : 5月4日（32歳）
出身：カナダ、ブリティッシュコロンビア州バンクーバー
ガジェット：スターリングMk2 LHT
アジア系の女性兵士。18歳でカナダ空軍に入隊し、士官候補生としてカナダ軍事大学に入学。卒業後コモックス・カナダ軍基地の統合救助指令センターに配属された。
彼女は狩猟を趣味としており、そのノウハウがつまった専用装備の「ウェルカムマット」は機械式のトラバサミで、踏んだ敵を一発で行動不能にすることができる。完全に機械的に組まれているため、サッチャーのEMPグレネードの影響を受けず、またIQのデバイスにも感知されない。しかし、フロアマットの形をしている都合上敵に発見されやすく、銃撃やフラググレネードなどの爆発物による破壊に加え、殴って壊す事もできてしまうため、窓際などの見つけづらい場所に設置するなどの工夫が必要である。
コードネームの由来は、「霜」。
エリートスキンの名称は「ハントレス」
アークナイツのコラボイベント「OPERATION ORIGINIUM DUST（オペレーション・オリジニウムダスト）」に登場した。

アメリカ・Navy SEALs
DLC第2弾「OPERATION  DUST LINE (オペレーション・ダストライン)」で追加されたアメリカ海軍の特殊部隊。マルチカム迷彩の装具と、黄色のシュマグを着用している。
ブラックビアード (BLACKBEARD)
日本語版声優 - 原田晃
本名：クレイグ・ジェンソン
生年月日 : 3月12日（32歳）
出身：アメリカ合衆国、ワシントン州ベルビュー
ガジェット：TARS MK 0-透過アーマー・ライフルシールド
黒い髭が特徴的な男性兵士。軍関係者が一人もいない上流中産階級の家で不自由なく育てられる。若い頃からNAVY SEALSに入隊したいと思うようになり、運動学教授であった父親の助けを借りてトレーニングを始め、18歳という若さで海軍に入隊した。
彼がもつ専用装備の「ライフルシールド」は、ライフルに装着して頭部を守る透明のシールドで、正確な射撃を行いつつ前方からくる銃弾による被弾のリスクを減らすことができる。ライフルシールドはモンターニュやブリッツなどが装備する様な通常の盾とは異なり、攻撃を受け続けると破壊される。また、保護しているのは頭部のみであるため、胴体や腕や足を狙われないように立ち回ることが望まれる。ライフルシールド自体、ほぼ全ての銃で、一発で破壊されるため、過信は禁物。
コードネームの由来は彼のチャームポイントである「黒い髭」。
エリートスキンの名称は「ゲリラ」

ヴァルキリー (VALKYRIE)
日本語版声優 - 雨谷和砂
本名：メーガン・J・カステラーノ
生年月日 :7月21日（31歳）
出身：アメリカ合衆国、カリフォルニア州オーシャンサイド
ガジェット：Gyro Cam Mk2「ブラックアイ」
両腕のタトゥーが特徴の女性兵士。彼女は200 m平泳ぎのオリンピック候補選手であったが、高校3年生の時に起きた自転車事故で腕を負傷し、オリンピックに出場することはなかった。しかし高校卒業後、その水泳の技術を生かすためアメリカ海軍に入隊、現在は諜報部員として活動している。
彼女の専用装備「ブラックアイカメラ」は投擲することで天井や壁、地面など自由な位置に設置できる監視カメラで、同じチームのメンバーに映像を共有できる。仕掛ける場所によっては、捜索するのが極めて困難だが、通常の監視カメラと同じく使用中は光り、またこのカメラは青白い光で目立つため、上手く使いこなすことが必要。
コードネームの由来は、北欧神話に登場する「ヴァルキュリア」の英語読み。
エリートスキンの名称は「戦場カメラマン'72」
ゴーストリコン ワイルドランズのDLCにもトゥイッチやカヴェイラと共に登場している。その際、ゴーストチームから「パトリオット作戦」について質問されるが答えることは無かった。
ブラジル・特殊警察作戦大隊 (BOPE)
DLC第3弾「OPERATION  SKULL RAIN (オペレーション・スカルレイン)」で追加されたブラジル軍警察の特殊部隊。共通してベレー帽を着用している。
カピタオ (CAPITÃO)
日本語版声優 - 佳月大人
本名：ビセンテ・ソウザ
生年月日 :11月17日（49歳）
出身：ブラジル、ノヴァ・イグアス
ガジェット：TAC Mk0
眼帯と白髪、胸ポケットの葉巻が特徴のBOPE隊員。リオデジャネイロの郊外ノヴァ・イグアスで末っ子の三男として育てられる。高校を卒業し、文民警察に入隊後、特別人材調整局(CORE)に抜擢され、麻薬組織に2ヶ月監禁されるといった経験を経て、BOPEに入隊した。
専用装備は2種類の特殊な矢を放つクロスボウ。酸素を燃焼させて相手を窒息させダメージを与える矢と、煙幕を発生させる矢を自由に切り替えることができる。どの矢も、敵の進行を阻むのに有効である。これらの矢はイェーガーのアクティブディフェンスシステムを作動させないが、ワマイのMAG-NETシステムは作動する。
コードネームの由来はポルトガル語で「キャプテン」。
エリートスキンの名称は「レスポンサ」

カヴェイラ (CAVEIRA)
日本語版声優 - 西村野歩子
本名：タイナ・ペレイラ
生年月日 :10月15日（27歳）
出身：ブラジル、リノーポリス
ガジェット：サイレントステップ
髑髏のフェイスペイントが特徴の女性隊員。10人兄弟の7番目として生まれた彼女は、17歳でリオデジャネイロで強盗の容疑で逮捕されるが、その落ち着き払った態度と知性は、担当した判事をも驚かし、その結果、BOPEの諜報員として協力を求められるに至った。
彼女は特殊技能として、クールダウンにより何度でも再使用可能な「サイレントステップ」を使用し、そのほかに彼女専用にカスタムされたサイドアーム「ルイソン」を装備している。ルイソンはヘッドショットなどでの直接キルはできず、必ず負傷状態にする。サイレントステップ発動中はルイソンしか使用できないが、移動中の足音を低減することができる。また、負傷した敵を尋問することが可能で、成功すると味方も含めて他の敵の位置をオペレーターの種類を示すアイコンと共に数秒間リアルタイムで確認することができる。
コードネームの由来はポルトガル語で「頭蓋骨」。
エリートスキンの名称は「裸絞」

日本・特殊急襲部隊 (SAT)
DLC第4弾「OPERATION  RED CROW (オペレーション・レッドクロウ)」で追加された日本警察の特殊部隊。両隊員共に愛知県警の腕章を装着している。
ヒバナ (HIBANA)
日本語版声優 - 壹岐紹未
本名：今川 由美子（いまがわ ゆみこ）
生年月日 :7月12日（34歳）
出身：日本、愛知県名古屋市
ガジェット：X-KAIROS
フードを被った女性隊員。精肉店の娘として生まれる。幼い頃から弓道を習うなど、熟練の格闘家であった彼女は、18歳の時に警察大学校に入学し、FBI・GIGNの訓練を受け、その後すぐに愛知県警察特殊部隊に配属された。ヨルダンで開かれた特殊作戦会議において、ジョーダン・トレイス隊員（テルミット）と共同開発し、彼女の専用装備「X-KAIROS」を作り上げた。X-KAIROSを起動した際の「私の友達ならこう言うわね。バカでかい穴が開くぞ。」というセリフは、テルミッドがヒートチャージを使用した際に発する「バカでかい穴が開くぞ。」からきており、この経験から友達になった事を裏付けている。
専用装備「X-KAIROS」は一度に最大6発の小型爆発弾を射出し、遠距離から補強壁を爆破し穴を開けることができる。一発の射出量では、人が通れるサイズにはならないが、複数発撃つことで通れるサイズにまで破壊できる。補強壁にバンディットのショックワイヤーが設置されていた場合は、射出後すぐに破壊される。
コードネームの由来は、彼女が警察大学校の訓練で披露し場を驚かせた簡易爆弾と、類い稀なる爆発的なリーダーシップから、「火花」。
エリートスキンの名称は「温故知新」。余談だが、エリートスキンが出るにあたって、由美子の顔のデザインが変わっている。

エコー (ECHO)
日本語版声優 - 橋本雅史
本名：江夏 優（えなつ　まさる）
生年月日 :10月31日（36歳）
出身：日本、東京都杉並区
ガジェット：YOKAI
フェイスマスクとヘッドセットを装着した男性隊員。幼少期からロボット工学の神童と呼ばれ、首都大学東京で学士号を修了した後、警察大学校へと入学する。その後、愛知県警へと転属される前に警視庁特殊部隊へと配属された。
彼の専用装備「"YOKAI" DRONE」(ホバリングドローン)は、彼が作り上げた無人飛行ドローン。YOKAIは超音波を放つ音響兵器を装備しており、範囲内すべてのターゲットを混乱状態にさせる。これによってディフューザー設置を止めることができる。また、カメラとしても使用することが可能。
コードネームの由来は、ドローンが発する「反響」の意。
エリートスキンの名称は「天下無双」、龍が如くとのコラボで、エリートスキン「嶋野の狂犬」がある。

### YEAR2 オペレーター
スペイン・国家警察特殊作戦部隊(G.E.O.)
DLC第5弾「OPERATION  VELVET SHELL (オペレーション・ベルベットシェル)」で追加されたスペイン国家警察の特殊部隊。専用のヘルメットが特徴。
ジャッカル (JACKAL)
日本語版声優 - 高山春夫
本名：リャド・ラミレス・アルハッサル
生年月日 :2月29日（49歳）
出身：スペイン、セウタ
ガジェット : アイノックスモデルIII
特殊バイザーを装備したG.E.O.の男性隊員。幼少期に兄を何者かによって殺されてしまい、その犯人を追うために彼はスペインの国家警察に入隊した。(が、未だ犯人は見つかっていない。)強い意志と困難な状況でも優れた機転を利かせられる事を評価され、G.E.O.の一員に加わった。G.E.O.では、重要ターゲットの追跡と違法薬物の密輸防止に従事していた。
彼は先述のトラウマから、一度捉えたターゲットを決して逃すまいという異常なまでの執着心を持っており、それが具現化したような彼の専用装備「アイノックスモデルIII」は、敵の足跡を可視化し、追跡することが可能なアイウェアである。表示された足跡の色で敵がそこを通った時間をある程度把握する事ができる。また、足跡はスキャンが可能で、スキャンした敵の現在地とオペレーターの種類をピン表示で味方に知らせる事ができるが、匍匐状態やサイレントステップで移動した箇所は足跡が付かず、サイレントステップを使用中のカベイラは追跡できない。
コードネームの由来は、「ジャッカル」「暗殺者」。
エリートスキンの名称は「ラストレアドル」

ミラ (MIRA)
日本語版声優 - 梶山はる香
本名：エレナ・マリア・アルバレス
生年月日 :11月18日（39歳）
出身：スペイン、マドリード
ガジェット：ブラックミラー
特徴的なベストを着込んだ女性隊員。幼少期からメカニックショップで父親と働いていており、その後スペイン警察へ入隊。G.E.O.に入隊し、持前の知識を生かし防弾装備の開発、試験を行った。タチャンカの軽機関銃のシールドを開発したのも彼女である。
彼女の持つ専用装備「ブラックミラー」は、破壊可能・もしくは補強された壁に設置できる防弾性のマジックミラー銃である。外側から中の様子を見ることはできないマジックミラーとなっており、敵に悟られずに外の様子を観察する事ができる。また、内側のボンベを破壊することによりミラーを破壊し、開いた穴から奇襲攻撃を仕掛けることもできる。しかしそれは、ボンベが弱点ということでもあり、特にトゥイッチのショックドローンにボンベを破壊されないよう気をつけなければならない。Y6S2以降、ミラー部分に近接攻撃を加えることにより、ガラスを割って対面を視認不可能にすることができるようになった。
コードネームの由来はスペイン語で「視力」。
エリートスキンの名称は「INSPIRACIÓN」

香港・特別任務連 (SDU)
DLC第6弾「OPERATION  BLOOD ORCHID (オペレーション・ブラッドオーキッド)」より追加された香港の警察署の特殊部隊。香港の地域章が印刷された専用タクティカルベストを装備している。また、両オペレーターともブーツではなくスニーカーを履いている。
イン（YING）
日本語版声優 - 矢尾幸子
本名 : シュウ・メイ・リン（蕭美蓮）
生年月日 :5月12日（33歳）
出身 : 香港、中環
ガジェット：カンデラ デバイス
香港の特殊部隊S.D.U.所属の女性隊員。上下色違いのBDUに特徴的なアイプロテクターを装備している。S.D.U.に所属するまでは、要人警護などに就いていた。運転技術も高く、イスラエルのテルアビブで訓練を受け、アッシュやフューズなどと共にVIP救出任務に参加、作戦を成功へと導いたという経歴を持つ。また、S.A.T.オペレーターのエコーとは過去に任務を共にするにつれ恋人関係となったが、1年後に破局することとなった。
彼女の持つ専用装備「カンデラ デバイス」は、投げる、転がす、あるいは破壊可能な壁や床に設置する事でフラッシュを焚くことができるガジェットである。自身はそのガジェットのスタン効果を受けないため、通常のフラッシュグレネードよりも使い勝手の良いものとなっている。
コードネームの由来は「螢」。
エリートスキン「AR」がある。

リージョン（LESION）
日本語版声優 - ヤスヒロ
本名 : リュウ・ツェー・ロン（廖子朗）
生年月日 :7月2日（44歳）
出身 : 香港、将軍澳
ガジェット：Gu（蠱）地雷
S.D.U.所属の男性隊員。ヘルメットの毒物マークや、口にくわえた楊枝、そして半袖短パンの姿が特徴的(実際のS.D.U.隊員にも半袖短パンで出動した例が存在する)。船の解体業者で昼夜働く父親に育てられ、貧しさから父と一緒に解体業をしていた。その後、雲南省と広西省における地雷除去のボランティアに2年間着手。香港に戻ったのち爆発物処理班を経て核および生化学兵器を使うテロリストの脅威に対処するため、特殊部隊（S.D.U.）に参加した。
10歳の頃廃船に積まれていたオイルタンクに落下し、有毒な液体を大量に摂取してしまった経験がある。その為身体的なキズに対する自然治癒力が常人と比べて高い。
彼の持つ専用装備「Gu地雷」は、撒菱のような地雷となっている。このガジェットに敵が掛かると毒に侵されスリップダメージを受ける状態となり、移動速度も低下する。地雷にかかった敵はそのままダメージを受け続けるか、大きな隙を見せて注射針を抜くかの2つの選択肢が与えられる。
コードネームの由来は「傷害」。
エリートスキンの名称は「NANO-TOX 32」

ポーランド・JWグロム（GROM）
ポーランドの専用シーズンが中止になったため、DLC第6弾「OPERATION  BLOOD ORCHID (オペレーション・ブラッドオーキッド)」、DLC第7弾「OPERATION WHITE NOISE（オペレーション・ホワイトノイズ）」にてそれぞれ攻撃/防衛オペレーターが分割して公開された。専用のBDUにはそれぞれポーランド特別軍の部隊章が印刷されている。ゲーム内で初めて攻撃/防衛両方のオペレーターが女性の部隊である。
ゾフィア（ZOFIA）
日本語版声優 - 下田レイ
本名 : ゾフィア・ボサック
生年月日 :1月28日（36歳）
出身 : ポーランド、ヴロツワフ
ガジェット : KS79 ライフライン
JW GROM所属の女性隊員。前シーズンに追加されたELA（エラ）の姉。ベレー帽が特徴。士官学生時代のいじめに対するトラウマを克服するために特殊部隊に入隊したという経歴がある。また、既婚者で2児の母である。妹とは不仲であり、レインボー入隊後も修復には至っていない。
彼女の持つ専用装備「KS79 ライフライン」はインパクトグレネード弾とエラが専用装備としている「GRZMOTマイン」と同等の性能を持つコンカッション弾を発射することのできる特別なグレネードランチャーである。

エリートスキンの名称は「ドゥフ・ボヨヴィ」。バイオハザードとのコラボで、エリートスキン「S.T.A.R.S.ユニット」がある。

エラ（ELA）
日本語版声優 - 三木美
本名 : エルズビエタ・ボサク
生年月日 :11月8日（31歳）
出身 : ポーランド、ヴロツワフ
ガジェット : GRZMOTマイン
ポーランドの特殊部隊JW GROM所属の女性隊員。緑色に染めた髪が特徴。父親がGROMの指揮官であった影響で士官学校で姉同様の苦難に晒され、レインボー入隊前はPMCの一隊員として活動していた。上司の命令などに対しやや反抗的な性格。
彼女が専用装備とする感応式コンカッション地雷「GRZMOTマイン」はあらゆる面に設置でき、デバイスに近づいた敵に反応し一時的に聴覚と平衡感覚を奪うことができる。GRZMOTとはポーランド語で「雷鳴」を意味する。

エリートスキンの名称は「HUK SZTUKI」

韓国・第707特殊任務大隊(707SMB)
DLC第7弾「OPERATION WHITE NOISE（オペレーション・ホワイトノイズ）」にて追加された韓国の陸軍特殊部隊。韓国の国旗があしらわれた特徴的なBDUを着用している。
ドッケビ（DOKKAEBI）
日本語版声優 - 世戸さおり
本名 : グレース・ナム
生年月日 :2月2日（29歳）
出身 : 韓国、ソウル
ガジェット : ロジックボム
707SMB所属の女性隊員。特殊戦司令部の問題児であったが、技術力と高度な状況適応能力はグリーンベレー韓国分遣隊から評価されるほど。伊達眼鏡を身に着けているが、これは彼女がトラブルメーカー気味の自身に対するイメージを和らげるため「オタクの女の子」を演じるためである。
彼女の専用装備である「ロジックボム」は、防衛オペレーターの持つPDAに着信をかけるウィルスを一斉送信して振動音による発見を誘発させたり、倒した防衛側のスマートフォンをハッキングして監視カメラ(ヴァルキリーのブラックアイや、エコーのYOKAIドローン、防弾カメラなど防衛側が設置したカメラも含む)を乗っ取ることができる。この際防衛側がカメラの映像を見ると彼女のアイコンが画面中央に大きく表示され視界が遮られる。
コードネームの由来は韓国の妖怪「トッケビ」。
エリートスキンの名称は「エレクトロビート」

ヴィジル（VIGIL）
日本語版声優 - 呉圭崇
本名 : チョルギョン・ファ
生年月日 :1月17日（34歳）
出身 : 不明
ガジェット : ERC-7
707SMB所属の男性隊員。「707」と刻印されたケブラーマスクが特徴。彼はアジア某国からの亡命者で、幼少期に数ヶ月間の逃亡生活の末、家族を失った。過去の経歴に対しトラウマを抱えており、マスクを被る理由も自身のトラウマに起因する心配を和らげるためである。性格は非常に真面目で、同僚のトッケビのことを常に気にかけている。
陸軍の707SMBのメンバーであるが、もとは海軍のUDT-SEAL出身である。
彼の専用装備「ERC-7」は有効化している間は攻撃側のドローンなどに映らなくなるデバイスである。ERC-7起動中の彼が半径12m以内にいるドローンの画面には白いノイズが走るため、その存在を知ることができる。トッケビによってハッキングされたカメラにも効果を発揮する。
コードネームの由来は「不寝番」。
エリートスキンの名称は「ゼロディスレット」

### YEAR3 オペレーター
CBRN対策ユニット(CBRN)
DLC第8弾「OPERATION CHIMERA（オペレーション・キメラ）」にて追加された特殊部隊。これまでに追加された国家ごとの部隊とは異なり、シックスがCBRNテロ対策のため別個に編成した部隊である。また、追加オペレーターとしては初めて両隊員が攻撃側に追加された。黄色の化学防護服を着用している。
ライオン（LION）
日本語版声優 - 白熊寛嗣
本名 : オリヴィエ・フラマン
生年月日 :8月29日（31歳）
出身 : フランス、トゥールーズ
ガジェット : EE-ONE-D
CBRN及びGIGN所属の男性隊員。目の部分が二ヶ所空いたバラクラバと大型バックパックが特徴。若い頃の荒れた生活の中で自分の息子を中絶させかけた過ちを償うため、国へ奉仕することのできる軍に入隊。竜騎兵連隊の中でCBRN任務に従事し、その実績から特殊部隊へ配属したという経歴がある。
現在は信心深い穏やかな人物だが、かつての恋人と彼女の夫の元にいる息子に対しては複雑な思いを抱いている。
彼の専用装備「EE-ONE-D」は上空で音波を使い偵察を行うドローンで、起動すると1秒間のカウントダウンが始まり、カウントダウン後3秒間で移動した敵を短時間ピンでスポット表示する。
コードネームの由来は、スーダンでの医療支援作戦にて大声を張り上げる姿に現地住民が付けたあだ名「ライオン」。
バイオハザードとのコラボで、エリートスキン「レオン・S・ケネディ」がある
フィンカ（FINKA）
日本語版声優 - 志田有彩
本名 : レラ・メリニコヴァ
生年月日 :6月7日（27歳）
出身 : ベラルーシ、ホメリ
ガジェット : アドレナリンサージ
CBRN及びスペツナズ所属の女性隊員。顔についた大きな傷跡が特徴。チェルノブイリ原子力発電所事故の影響下で生まれた被爆二世で、彼女の専用装備である「アドレナリン・サージ」も、元々は自身の病状を改善するためであった。顔の傷は、同僚のカプカンとの戦闘訓練中の事故でついたものである。
ガジェットである「アドレナリン・サージ」は起動するとナノボットからアドレナリンが注入され、味方全員にヘルス回復や10秒間の強化・体力ブースト・ダウン蘇生の効果をもたらす。効果中はアドレナリンによる呼吸数や心拍数等代謝の上昇からADS移行時間の減少、リコイルの軽減やリロード時間の短縮、バンシーソニックディフェンスや有刺鉄線での移動遅延効果の減少などのメリットが存在するが、スモークのガスグレネードダメージ上昇やパルスの心拍センサーの探知距離が伸びるなどデメリットも存在する。
コードネームの由来はロシア語で「ナイフ」を意味する。
エリートスキンの名称は「QCR Exo Prototype NH02」
ゴーストリコン ブレイクポイントのライブイベント「アンバー・スカイ作戦」に登場した。
イタリア・特殊介入部隊(GIS)
DLC第9弾「OPERATION PARA BELLUM(オペレーション・パラベラム)」にて追加されたカラビニエリの特殊部隊。カラビニエリで採用されているイタリア陸軍仕様のBDUにGISの赤いベレー帽が特徴。DLC第8弾のCBRN隊員が攻撃側に2名追加されたのに合わせて、GIS隊員は2名共に防衛側に追加された。
マエストロ（MAESTRO）
日本語版声優 - 藤原貴弘
本名 : アドリアーノ・マルテッロ
生年月日 :4月13日（45歳）
出身 : イタリア、ローマ
ガジェット : イーヴィルアイ
GIS所属の男性隊員。大型のボディアーマーや散弾の弾帯が特徴。8人兄弟の長男で、生まれながらのリーダーと言われるほどのカリスマ性を持つ。両親の経済的負担を軽くするために軍に入隊したという過去が明かされている。レインボーとして再入隊するまでは民間人の教官として軍やPMCを顧客に訓練を提供していた。
専用装備「イーヴィルアイ」は、設置式の防弾タレットで、スモークを貫通して見ることができる監視カメラとしても利用できる。射撃や打撃に対して耐性があるが、爆発には耐性がない。また、サッチャーのEMPを受けた際や攻撃の際は防弾カバーが開くため相手に破壊される可能性がある。Y6S2以降、イービルアイに近接攻撃を加えることにより、防弾ガラスを割り、カメラとしての機能を失わせる事ができるようになった。(防弾カバーを開くことでカメラとして機能する)
コードネームの由来はイタリア語での「隊長」。
アリバイ（ALIBI）
日本語版声優 - 石田嘉代
本名 : アリア・デ・ルカ
生年月日 :12月15日（37歳）
出身 : リビア、トリポリ
ガジェット : プリズマ
GIS所属の女性隊員。顔を覆うスカーフが特徴。射撃のプロで、大会では金メダルを獲得したことがある。また、父親が長年マフィアより恐喝・暴行の被害に遭っていたため、犯罪者に対する深い憎悪の念を抱いており、武器商人としてとあるマフィアに接触、その組織を摘発した功績を持つ。
専用装備「プリズマ」は、自身を模したホログラムを発生させる装置で、ホログラムに対し敵が攻撃する・触れるなどすると、その相手の位置を短時間探知することができる。ドローンで触れた際も探知されるので注意が必要
コードネームの由来は「不在証明」。
エリートスキン「ソフィスティケイト・ベニア」がある。
GSUTR ”グリムスカイ” (Urban Tactical Response Team / Grim Sky)
DLC第10弾「OPERATION GRIM SKY(オペレーション・グリムスカイ)」にて追加された。市街地戦術に対応した合同部隊。これまでに登場した特殊部隊とは異なり、隊員間に共通したデザインは見受けられない。
マーベリック (MAVERICK)
日本語版声優 - 藤井啓輔
本名 : エリック・ソーン
生年月日：4月20日（36歳）
出身 : アメリカ合衆国、マサチューセッツ州ボストン
ガジェット : ブリーチングトーチ
GSUTR及びデルタフォース所属の男性隊員。パコール帽やスカーフと左腕のアフガニスタンのタトゥーが特徴。多言語が飛び交う家庭で育ち、上位2%の知能指数を持つ。軍に入りアフガニスタンに派遣されてからはダリー語を話し、自らブズカシに参加するなど、現地人と生活を共にしながら諜報活動を行い数々のテロ事件を未然に防いだ。
専用装備「ブリーチングトーチ」は、破壊可能な壁に対し好きな形で穴を開けることができるガスバーナー。ただし、テルミットやヒバナなどと違い自身が直接トーチを使って壁を開ける必要があるため、ガジェットの使用中は無防備となりやすい一方で、手持ちのガジェットを操作するため、ミュートのジャマーやショックワイヤー、エレクトロクロウによる妨害を受けないという利点がある。
コードネームの由来は「一匹狼」。
エリートスキンの名称は「ホットショットウェルダー」
クラッシュ (CLASH)
日本語版声優 - 石田嘉代
本名 : モロワ・エヴァンズ
生年月日：6月7日（35歳）
出身 : イングランド、ロンドン
ガジェット : クラウド・コントロール・エレクトロシールド (CCE シールド)
GSUTR及びロンドン警視庁所属の女性隊員。シャツの上に重ね着にしたアーマーとスキンヘッドが特徴。かつては差別主義者と敵対するアンティファ活動をしていたが、同じ活動家だった友人が便乗していただけの略奪者に殺されて以降、警察に鞍替えし、SCO19に配属され暴徒鎮圧のスペシャリストとして名を上げた。
専用装備「クラウド・コントロール・エレクトロシールド」は、電流が流れるシールドであり、前方の敵を感電させることで少量のダメージと移動速度の低下をもたらし、行動を制限させることが可能である。防衛側に追加された初めての盾持ちオペレーターであるが、攻撃側と違って盾と銃を同時に構えることができない。
コードネームの由来は「衝突」。
モロッコ・王立憲兵隊治安介入部隊(GIGR)
DLC第11弾「OPERATION WIND BASTION（オペレーション・ウィンドバスティオン）」にて追加されたモロッコ王立憲兵隊の特殊部隊。中東風のサンドカラーの戦闘服が特徴。
ノマド （ノーマッド）(NOMAD)
日本語版声優 - 川端麻衣
本名 : サナー・エル・マクトーブ
生年月日：7月27日（39歳）
出身 : モロッコ、マラケシュ
ガジェット : エアジャブランチャー
GIGRの女性隊員。頭を覆うニット帽とゴーグルが特徴。裕福な家庭で育ち、少女時代から北アフリカや欧州を旅する生活をしていた。19歳の時に憲兵隊に入隊し、数々の旅や冒険の経験を活かし、特殊環境における任務のエキスパートとして知られていた。
専用装備「エアジャブランチャー」は、ライフルに取り付けられたアタッチメントから射出し、壁や天井にも粘着させることができる反作用グレネード。敵の接近を感知して起爆し、風圧によって吹き飛ばすことで一時的に無力化できる。殺傷能力はないものの、体勢を崩し無防備になるため一方的に攻撃することが可能。起爆時の音も大きく、敵の位置を把握する用途としても利用できる。ただし効果範囲にいる味方まで巻き込むため、状況を見極めて使用し、他の味方も範囲にはなるべく近付かないなど、互いに注意する必要がある。
コードネームの由来は「遊牧民」。
エリートスキンの名称は「インフィニティジャーニー」
カイド (KAID)
日本語版声優 - 山野井仁
本名 : ジャラール・エル・ファッシ
生年月日：6月26日（58歳）
出身 : モロッコ、アルモー
ガジェット : RTILAエレクトロクロウ
GIGRの男性隊員。豊かな顎髭が特徴。アトラス山脈にある憲兵隊の伝説的な訓練施設である要塞で育ち、GIGRに入隊した後その要塞の司令官として天性のリーダーシップと指揮能力を発揮した。自国だけでなく、アフリカや中東の特殊部隊員の間でも信望がある。
専用装備「RTILAエレクトロクロウ」は、補強された壁やハッチ、有刺鉄線、展開型シールドに電気を帯びさせることができる。似たような能力を持つバンディットと比較してガジェットの個数が少ないことや、ガジェットの使用から電流が流れるまでに時間がかかるというデメリットがあるものの、床や壁、天井など接着面を問わないために使用できる場面が多いことや、エレクトロクロウの接着点から球形の範囲内にある金属物に電流が流れるという仕様により、補強壁や有刺鉄線他ガジェットの配置によって1つのエレクトロクロウで複数のガジェットに電流を流すことできるというメリットがあり、差別化されている。
コードネームの由来はアラビア語での「司令官」。
エリートスキンの名称は「エージェント・エル・ファッシ」

### YEAR4 オペレーター
オーストラリア・SAS連隊(SASR)
DLC第12弾「OPERATION BURNT HORIZON（オペレーション・バーントホライゾン）」にて追加されたオーストラリア陸軍の特殊部隊。両隊員はその中でも車列警護の任務に関わる機動部隊のメンバーである。砂色迷彩が入ったモータースポーツのユニフォームの上にオーストラリアの国旗パッチがついたアーマーを着用しているのが特徴。
グリッドロック (GRIDLOCK)
日本語版声優 - 滝佳保子
本名 ： トーリ・タリヨ・ファイルース
誕生日：8月5日（36歳）
出身：オーストラリア、セントラル・クイーンズランド、ロングリーチ
ガジェット ： トラックススティンガー
SASRの女性隊員。筋骨隆々な大女。5人兄弟の長女であり、軍用機の技師だった父と同じく機械工学を学び、大学卒業後に軍に入隊。技師としてのスキルの他に武器の扱いや戦闘支援、全地形対応車を操縦しての要人警護、情報収集にも精通する。
専用装備「トラックススティンガー」は、投擲するとスパイクがついたトラップを張り巡らす。トラップは時間が経つと拡散していき、1つにつき最大12個のトラップを撒ける。
コードネームの由来は「交通渋滞」。
モジー (MOZZIE)
日本語版声優 - 矢野智也
本名：マックス・グース
誕生日：2月15日（35歳）
出身 ： オーストラリア、ポートランド
ガジェット : ペストランチャー
SASRの男性隊員。オフロード用ヘルメットを被った細身の小男。オーストラリア国防大学を経て軍に入隊。ダートバイクを使用した偵察や警護、奇襲を得意とする。また、私生活ではエキセントリックな毒舌家でもある。
専用装備「ペストランチャー」は、スリングショットからロボットを発射して一定範囲内にいる敵のドローンをハッキングする。ハッキングしたドローンは自分で動かし、敵の攻勢を偵察することができる。ショックドローンをハッキングした場合はテーザーを使用することも可能。使用中のドローンは攻撃側の使用時と異なる色で発光し、区別が可能。ただし、フローレスのラテロチャージをハッキングした場合はその場で破壊するだけに留まる。
コードネームの由来はオーストラリアのスラングにおける「蚊」。
エリートスキンの名称は「デッドセットヒーロー」。
デンマーク・猟兵中隊／アメリカ・シークレットサービス
DLC第13弾「OPERATION PHANTOM SIGHT（オペレーション・ファントムサイト）」にて追加された。これまでのシリーズと違い両オペレーターに部隊内の関連性は見られない。
ヌック (NøKK)
日本語版声優 - 長尾歩
本名：[削除]
誕生日：[削除]
出身 ： [削除]
ガジェット：HEL プレゼンス・リダクション
猟兵中隊の女性隊員。BDU姿で頭全体を隠す防護ネットを被っているのが特徴。名家の父親を持つが母子家庭で育ち、王立の陸軍士官学校を卒業後、中尉となりNATOより自身のプロフィールをすべて機密事項とされ、敵軍への潜入など極秘任務に携わった。
専用装備の「HEL プレゼンス・リダクション」は、起動すると防衛側のカメラなどに映らなくなる。しかし、起動中は偵察ツールの上下にノイズが走り、走る、発砲するなどの行動では、カメラの映像中のヌックのおおよその位置にノイズが出るようになり、また有刺鉄線やトラップなどでダメージを受けるなどしても位置が判別できてしまう。また、妨害を受けている偵察ツールは、通常とは異なり白く発光するため、偵察ツールを使用していないオペレーターには気付かれやすくなる。
コードネームの由来は北欧神話の精霊「ノッケン」。
エリートスキン「ミッドナイトクラウン」がある。
ウォーデン (WARDEN)
日本語版声優 - 黒田崇矢
本名：コリン・マッキンリー
出身：アメリカ合衆国、ケンタッキー州ルイビル
生年月日：3月18日（48歳）
ガジェット：グランススマートグラス
シークレットサービスの男性エージェント。ビジネススーツ姿でガジェットである腕時計とグラスをしているのが特徴。海兵隊での3度の服務期間を終えた後、シークレットサービスに入局して大統領の警護にあたり、警護班一の腕を誇る。
専用装備の「グランススマートグラス」は、発動するとフラッシュグレネードへの耐性がつく上、フラッシュの影響を受けていても発動により目の眩みを除去する。また、静止することで、スモークグレネード越しに敵を視認することも可能である。発動中にEMPグレネードの効果を受けるとそこで機能が停止する
コードネームの由来は「警護人」。
エリートスキン「特殊作戦：ビーチ」がある。
ペルー・反盗掘機関APCA／メキシコ・特殊部隊 (Fuerzas Especiales)
DLC第14弾「OPERATION EMBER RISE(オペレーション・エンバーライズ)」にて追加された。このうちAPCAは古代遺跡の盗掘を行う悪質なトレジャーハンターや麻薬カルテルに対抗する自警団であり、メキシコ軍特殊部隊などの協力を受けている。両オペレーターはバックパックやジーンズなど冒険用の装備を着用している。
アマル (AMARU)
日本語版声優 - 斉藤恵理
本名：アスセナ・ロシオ・キスぺ
出身：ペルー、コハタ
生年月日：5月6日（48歳）
ガジェット：ガラフック
APCAの女性リーダー。頭に巻いたバンダナが特徴。先祖はヨーロッパからの開拓者と縁があった家系であり、考古学に強い興味を持つ。その後ペルー警察を経て念願の考古学者となるが、その中で武装した盗掘者たちに遺跡を奪われるという挫折を味わったことからAPCAを創設。盗掘者らへのゲリラ戦を行う。レインボー部隊初の民間人からの選抜。
専用装備の「ガラフック」は、補強されていないハッチや窓にフックを発射してラペリングし、一気に建物内部や上階に侵入する。落とし戸や窓がAZAMIのKIBAバリアーで塞がれていても蹴破って突入することが可能。
コードネームの由来は、インカ神話の伝説の竜である「アマル」。
ゴーヨ (GOYO)
日本語版声優 - 名村幸太郎
本名：セザール・ルイス・エルナンデス
出身：メキシコ、クリアカン、ロサレス
生年月日：6月10日（31歳）
ガジェット：ボルカンキャニスター
男性の特殊部隊員。口髭が特徴。幼少期に家族をカルテルによる爆破事件で失い、辛くも生き残った母親の勧めで海軍士官学校を経てメキシコ海兵隊に入隊。メキシコ軍統合任務部隊による対カルテル特殊作戦に従事した後、UNESCOやインターポール、そして幼少から世話になったアマルと共に反盗掘活動に参加した。
専用装備の「ボルカンキャニスター」は爆薬をセットし、爆薬部分を撃つと、爆発して炎が広がり範囲内の敵にダメージを与えられる。
コードネームの由来は、スペイン語における人名「グレゴリオ」の略称。および「活火山」。
民間軍事会社・ナイトヘイヴン (NIGHTHAVEN)
DLC第15弾「OPERATION SHITING TIDE (オペレーション・シフティングタイド)」にて追加された。インド政府と契約を結んで国境に警備要員を派遣しているほか、アフリカなど数カ国で活動している。青を基調としたBDUを着用しているのが特徴。
カリー (KALI)
日本語版声優 - 木下紗華
本名：ジェイミニ・カリモハン・シャー
出身：インド、アムレリ
生年月日：8月21日（34歳）
ガジェット：低速爆薬ランス（LV EL）
ナイトヘイヴンの女性経営者。バンダナとサングラスが特徴。裕福な家庭の出身でインド軍に入隊するが、軍の古い伝統により戦闘に派遣されることはなく、退役後にPMCとして戦う道を選ぶ。野蛮ともいえる指導力で自身の軍団を育て上げ祖国で成功を収めると、ナイトへイヴンを創設し国外でも事業を行った。

専用装備は5倍と12倍に倍率の変更が可能なスコープが取り付けられたボルトアクションライフル「CSRX 300」とそれにマウントされたランチャーから発射する低速爆薬ランス「LV EL」で、CSRX 300は壁を貫いて相手を一撃で戦闘不能にするほどの高威力を持つが、撃つと容易に居場所を知られてしまうという欠点を持つ。また、低速爆薬ランスは壁に撃ち込まれると、壁の周囲にあるガジェットを衝撃波で破壊する。
CSRX 300は大統領専用機の窓を貫通する。
コードネームの由来はインドの戦いの女神「カーリー」。
エリートスキンの名称は「マスターフレーム・プロトタイプ I」
ワマイ (WAMAI)
日本語版声優 - 辻井健吾
本名：クギ・マチョキ・フラハ
出身：ケニア、ラム
生年月日：6月1日（28歳）
ガジェット：MAG-NETシステム
ナイトヘイヴンの男性隊員。耳元を剃った髪型が特徴。群島の漁村出身でケニア海軍に入隊すると特殊船舶部隊の一員となり、少年時代から培った水泳技術と長時間水中に潜れる特異体質を活かしフリーダイビングの世界でも活躍した。その後、カリーのスカウトによりナイトヘイヴンに転属した。
専用装備の「MAG-NETシステム」は、設置すると周囲の一定エリアに球形の磁力フィールドが展開され、効果範囲内に敵の発射物をとらえるとそれを引き寄せる。MAG-NETは40秒ごとにチャージされ、最大5個まで設置可能である。
コードネームの由来はケニア人の姓であり、キクユ語では「水より来たる者」という意味。

### YEAR5 オペレーター
宇宙開発機関 REU／無所属
DLC第16弾「OPERATION VOID EDGE (オペレーション・ヴォイドエッジ)」にて追加された。なお、両オペレーターとも民間人となっている。
イアナ (IANA)
日本語版声優 - うえだ星子
本名：ニエンケ・マイヤー
出身：オランダ、カトウェイク
生年月日：8月27日（35歳）
ガジェット：ジェミニ・レプリケーター
REUの女性職員。白髪が特徴。エンジニアの家系であり、王立陸空軍士官学校を卒業後はオランダ空軍に所属。色素欠乏症ゆえの弱視により戦闘機のパイロットになれず、除隊後は宇宙飛行技術の研究者となり、システム工学の博士号を取得して先駆的な地形マッピングのソフトウェアを開発した。
専用装備の「ジェミニ・レプリケーター」はホログラムで作った自分の分身を着用しているコンタクトレンズの拡張現実(AR)機能越しに操作して相手を撹乱すると同時に情報を収集する。何度も使用可能なのでアルニのスーリヤ・レーザーゲートを停止させることができる。なお、一回の使用時間には制限があり、またあくまで分身に過ぎないので攻撃は不可能である。
コードネームの由来はローマ神話の月の女神「ディアナ」のギリシャ語読み。
ニーア オートマタとのコラボでエリートスキン「IANA YoRHaセット」がある。
オリクス (ORYX)
日本語版声優 - 山下タイキ
本名：サイフ・アル・ハディド
出身：ヨルダン、アズラック
生年月日：7月3日（45歳）
ガジェット：レマダッシュ
組織には無所属だが、実質的にはGIGRの男性隊員。屈強な体格が特徴。少年時代よりとある勢力に15年間監禁され、脱走すると中東で傭兵として働く。カイドの要塞では非公式の副司令官にまで登りつめ、彼の不在時は要塞の留守を預かっていた。オリンピック選手顔負けの身体能力を持つ。
通常より速い移動速度でタックルをし、体力減少や大音と引き換えに壁などを破壊して敵陣に突入する「レマダッシュ」を使用する。レマダッシュは盾を構えた敵にも有効で、盾の構えを解除し転倒させることができる。またそれ以外にも、破壊した落とし戸をジャンプして登り、下の階から攻め込むといったこともできる。
コードネームの由来は「オリックス」。ギリシャ語では「つるはし」。
ナイトヘイヴン／南アフリカ・インカバ部隊
DLC第17弾「OPERATION STEEL WAVE (オペレーション・スティールウェーブ)」にて追加された。インカバ部隊は自然公園を警備する対密猟組織である。
エース (ACE)
日本語版声優 - 露崎亘
本名：ハバード・ホーグランド
出身：ノルウェー、レルダルスエイリ
生年月日：3月15日（33歳）
ガジェット：S.E.L.M.A.アクアブリーチャー
ナイトヘイヴンの男性隊員。救命活動用の赤いユニフォームと黒いマスクを着用していることが特徴。小児科医に憧れて医科大学に入学するが、より実践的な救命技術を求めてノルウェー軍の郷土防衛隊に入隊。のちに国軍の特殊部隊 (FSK)の衛生兵となり、ある任務でカリーを救出したことで彼女から救命業務を依頼される。ソーシャルメディアの中ではヒーローとして世界中から称賛されている。
ユニークガジェットの「S.E.L.M.Aアクアブリーチャー」は水圧を利用した投擲型のブリーチングチャージで、投擲して補強した壁に横に細長い穴を最大2カ所空けて破壊する。しかしタイムラグがあるため、バンディッドやカイドのガジェットで電流を流されると破壊されやすいという欠点を持つ。ミュートのジャマーでも起爆を無効化されてしまうが、ジャマーを破壊されると起爆を再開する。また、通常のブリーチングチャージとは異なり天井や床に対しては効果が薄く、補強された落とし戸には2つ使用しないと破壊できない。

コードネームの由来はそのまま「エース」
エリートスキンの名称は「アルトルイスティックエゴ」
メルシー (MELUSI)
日本語版声優 - 廣田悠美
本名：タンディウィ・ヌドロブ
出身：南アフリカ共和国、ロウズバーグ
生年月日：6月16日（32歳）
ガジェット：バンシーソニックディフェンス
インカバ部隊の女性隊員。腕の部分にギリーネットがついたシャツが特徴。少女時代からジャングルの探検を好んでおり、またその頃から保護区の動物に対する密猟という現実に直面する。南アフリカ国防軍のパラシュート部隊に負傷するまで所属し、少女時代からの友人の要請でインカバ部隊に入ってからはフルフルウェ・インフォロジ公園の動物を密猟者から守るため、女性のみで構成される班のリーダーとして活動し始める。
ガジェットである「バンシーソニックディフェンス」は床や壁に貼り付けるデバイスで、作動範囲内にいる敵に音波を発することで移動速度を下げ、敵の襲撃を遅らせることができる。また、音を発している関係上、作動範囲に敵がいることを把握することができる。非アクティブ時は防弾性能を持っているが、アッシュ、ゾフィア、カリーといった爆発するガジェットで破壊されてしまう。 範囲内に攻撃オペレーターが侵入することでアクティブ状態となり、この場合は射撃で破壊可能。
コードネームの由来はズールー語で「羊飼い」。
エリートスキンの名称は「アンヴィケリ」
レインボー・オペレーション・スタッフ
DLC第18弾「OPERATION SHADOW LEGACY (オペレーション・シャドー・レガシー)」にて追加された。
ゼロ (ZERO)
本名：サム・フィッシャー
出身：アメリカ合衆国、メリーランド州ボルチモア タウソン
生年月日：8月8日（63歳）
ガジェット：アーガス・ランチャー
レインボー・オペレーション・スタッフの男性。スプリンターセルシリーズの主人公だが、本作ではロングコートが特徴。CIAの伝説的なエージェントであり(詳細は本名のリンク先を参考)、二代目シックスであるハリーの要請でレインボー部隊の協力者兼指導官となる。
ガジェットである「アーガスランチャー」は拳銃型のガジェットで、遠隔操作可能なカメラを発射する。カメラはどんな壁でも設置可能であり、特に破壊可能な壁は(補強されている状態でも)部屋の内側と外側の両方を見られる。また、カメラ1台ごとに1発だけレーザーを発射することもでき、敵ガジェットの破壊も可能。しかし、カメラの作動中はライトが点灯する上、バンディッド、カイドのガジェットが放つ電流やイェーガーやワマイのガジェットの迎撃も受ける。
コードネームの「ゼロ」は、彼が多くの戦場を生き延びたベテランであることを表している。
近接攻撃ではスプリンターセル ブラックリストでヴィクター・コステからもらったカランビットを使う。このナイフでキルをした際に流れるキルログに通常の近接攻撃とは異なる専用のアイコンが存在する。
そのほかの装備や銃の構え方などにも過去作の要素が詰まっている。
スプリンターセルにインスパイアされたエリートスキン「サード・エシュロン」がある
ナイトヘイヴン
DLC第19弾「OPERATION NEON DAWN (オペレーション・ネオン・ドーン)」にて追加された。
アルニ (ARUNI)
日本語版声優 - 西川侑津佳
本名：アファ・タワンルーン
出身：タイ王国、サケーオ県 タープラヤー郡
生年月日：8月9日（42歳）
ガジェット：スーリヤ・レーザーゲート
ナイトヘイヴンの女性隊員。顔の傷と欠損した左腕および左脚部分にあたるサイバネティクス式の義肢が特徴。優秀な私立探偵であり、タイ警察に雇われて犯罪組織の摘発に従事していた。とある爆発事故により身体の左側に致命的な重傷を負い半ば不具の身となり、カリーに義肢を提供されその見返りとしてナイトへイヴンに入った。
ガジェットである「スーリヤ・レーザーゲート」は窓部分にレーザーを張り巡らし、ダメージを与えて敵の進行を妨害する。また、レーザーゲートはアルニや味方側は通過できるようになっている。しかし、敵やグレネードなどが通過するとレーザーが遮断され再起動が必要になる。また、義手により繰り出される近接攻撃は威力が高く、バリケードや落とし戸を一発で破壊し、複数回殴ることで破壊可能な壁に通行可能な穴を開けられる。近接攻撃によるキルログに通常の近接攻撃とは異なる専用のアイコンが存在する。
コードネームの由来は「太陽」。

### YEAR6 オペレーター
無所属
DLC第20弾「CRIMSON HEIST (クリムゾン・ヘイスト)」にて追加された。
フローレス (FLORES)
日本語版声優 - 奈良徹
本名：サンティアゴ・ミゲル・ルセロ
出身：アルゼンチン、ブエノスアイレス、フローレス地区
生年月日：10月2日（38歳）
ガジェット：RCE-ラテロチャージ
FBIの男性協力者。ハンチング帽が特徴。貧しい地域で病弱な母親を支える生活を送っており、国立軍事大学を卒業後地元のマフィアらを標的に強盗を繰り返し、奪った金を貧しい者達に分け与えていた。その後ロサンゼルスに逃亡し、アッシュの薦めで情報提供者となりながらギャングに対しての強盗を続けた。私生活では同性愛者である。
ガジェットである「RCE-ラテロチャージ」は、リモートコントロール可能なドローンであり、作動させると数秒間のちに爆発し、敵や破壊可能な壁などにダメージを与える。また、爆発時は銃弾を寄せ付けず破壊不可能となる。しかし、通常のドローンと違って後退、停止ができない上に視点を変えることでしか方向を変えることができず、起動すると10秒ほどで自動的に爆発してしまう。また、ミュートのジャマーやモジーのペストランチャーによっても制止される。ジャンプは可能である。
コードネームは彼の故郷に由来する。
アサシンクリードとのコラボスキンで、エリートスキン「マスターアサシン」がある。
カナダ・スターネット・アビエーション
DLC21弾「NORTH STAR (ノース・スター)」にて追加された。捜索救難業務を行っているカナダの航空会社。
サンダーバード (THUNDERBIRD)
日本語版声優 - 宮島依里
本名：ミナ・スカイ
出身：カナダ、サスカチュワン州ナコダ族地域
生年月日：4月1日（36歳）
ガジェット：コーナ・ステーション
スターネット・アビエーションの女性パイロット。フライトジャケットおよび飛行帽と顎にある戦士を示すタトゥーが特徴。祖先の伝統を受け継ぐ少女期を送りその後カナダ空軍に入隊。ヘリコプターの操縦と戦闘医療の訓練を受ける。その場にあるあり合わせのものでの応急処置が得意であり、精神ケアにも秀でている。ノマドの推薦でレインボー部隊に加入した。
ガジェットである「コーナ・ステーション」は、設置式のタレットで、効果範囲内にいるオペレーターのHPを回復させ、負傷状態から回復させる。使用後クールタイムが発生し、クールタイムが明ければ再び使用可能となる。しかし、青い光で容易に探知可能で敵側に破壊されたり回復に利用されたりするリスクを持つ。
コードネームの由来は北米先住民の伝承となる伝説の生物「サンダーバード」より。
エリートスキン「テイマー・オブ・ホワイトハウル」がある。
ナイトヘイヴン
DLC22弾「CRYSTAL GUARD (クリスタル・ガード)」にて追加された。
オサ (OSA)
日本語版声優 - 園崎未恵
本名：アンヤ・カテリナ・ヤンコヴィッチ
出身：クロアチア、スプリト
生年月日：4月29日（27歳）
ガジェット：Talon-8クリアシールド
ナイトヘイヴン所属、トランスジェンダーの女性隊員。顔面のゴーグルが特徴。世界的に有名な玩具メーカーの家系に生まれる。叔母から玩具の作り方を学んだことをきっかけに工学の道に進んだ。電気機械技術、軍事工学、ロボット工学の分野に通じた天才であり、ナイトヘイヴンに採用されると同社のR&D部門を立ち上げ活動する。他のナイトヘイヴン所属オペレーターのガジェットおよびアルニの義手、カリのエリートスキンである「マスターフレーム・プロトタイプ I」は彼女が製作したものである。
ガジェットである「Talon-8クリアシールド」は、機械仕掛けの爪のついた防弾ガラス製のシールドである。これは手に持って盾としたり、敵地の壁面や枠に引っ掛けることも可能な透明のシールドで、敵の銃撃から身を守る事ができる。他の盾と違いラペリング中にも使用可能で、突入時に構えることもできる。また、床やドア、窓枠などに設置可能であり、防衛側ガジェットの展開型シールドに近い性質も備えている。防弾ガラスであり、設置されている時に殴ることで透明ではなくなる。爆発物や、本体下部のボンベを銃撃等で破壊する事で破壊が可能。
コードネームの由来は、彼女が自身について、馴れ合わない存在であると周囲から思われていると考え、クロアチア語での「スズメバチ」。
アイルランド・緊急対応ユニット
DLC23弾「HIGH CALIBER (ハイ・キャリバー)」にて追加された。
ソーン (THORN)
本名:プリアナ・スキーハン
出身:アイルランド、キルデア州
生年月日:6月18日（28歳）
ガジェット:レイザーブルームシェル
緊急対応ユニットの女性隊員。赤毛が特徴。身体能力が高く、カヴェイラの推薦でレインボー部隊入りした。競争馬の飼育家である両親の元で育ち、幼少期から自分をいじめてきた兄達を殴るなど喧嘩っ早く、末兄が犯罪者となり実家の馬を殺したことをきっかけにアイルランド警察(ガルダ)に入った。
ガジェットである「レーザーブルームシェル」は壁などに設置し、敵が通過すると一定時間の警告後爆発し、鋭い棘を全方向に発射して致命的なダメージを与える。検知するのは敵のみだが、ダメージは味方にも入るというリスクがある。また、防弾能力がある防壁などを貫通させることはできない。
コードネームの由来は、ガジェットから飛散する「棘」。
エリートスキン「フィアサムブレイズ」がある。

### YEAR7 オペレーター
無所属
DLC24弾「DEMON VEIL (デーモン・ヴェイル)」にて追加された。
アザミ (AZAMI)
日本語版声優 - 熊倉安理紗
本名:藤原 加奈（ふじわら かな）
出身:日本、京都府
生年月日:9月6日（28歳）
ガジェット:KIBAバリアー
女性ボディーガードで、かつては警視庁で働いていた。黒いマスクと片方に派手な刺繍を施されたスーツが特徴。武士道を信奉する家庭に生まれ少女時代から合気道などを学び、警察官になってからは白バイ隊員を経て警備部に配属される。退職後は民間企業のボディガードとして働いていたが、護衛対象の死後、ヒバナの推薦でレインボー部隊に入る。
ガジェットである「KIBAバリアー」はクナイのような形状で、最初は2本のみ使用可能だがチャージにより最大5本使用可能。壁や床に投擲すると命中した場所を中心にガスが放出され、円形の岩のような妨害障壁が瞬時に形成される。壁はある程度のダメージ耐性があるものの、ダメージによって破壊される。
またクナイは、通常の近接攻撃でも使用している。
コードネームの由来は、植物の「アザミ」。
エリートスキン「復讐の影」がある。
ベルギー・特殊作戦群(SFG)
DLC25弾「Operation VECTOR GLARE (オペレーション・ベクター・グレア)」にて追加された。
センス (SENS)
日本語版声優 - きそひろこ
本名:ネオン・ヌゴマ・ムトンボ
出身:ベルギー、ブリュッセル
生年月日:3月3日（30歳）
ガジェット:R.O.U.プロジェクターシステム
ノンバイナリーのSFG隊員。モヒカン頭が特徴。ベルギー人とコンゴ移民との混血であり、家庭内でメカニックの基本を学び、その他心理学や物理学を専攻した。王立陸軍士官学校を卒業後、軍では工兵として活躍し、やがてドクが指揮するレインボーのチーム「ウルフガード」に配属された。
ガジェットである「R.O.U.プロジェクターシステム」は、タイヤ型の本体を床に転がし、その軌道上に一定時間エメラルドグリーンの光の壁を投射して相手の視界を妨害する。本体は規定距離に到達するまではオブジェクトに衝突しても進行角度を変えて進み続ける。進行中の本体は銃撃で破壊可能。光の壁はグラズのフリップサイトによって透過可能であり、一方的に銃撃することが可能。しかし光の壁はウォーデンのグランスやマエストロのイービルアイ、防弾カメラによって透過可能である他、ミュートのジャマーの範囲内ではスクリーンが作動しない。また本体は、イェーガー、ワマイのガジェットでも投擲物として対処される。
ナイトヘイヴン
DLC26弾「Operation Brutal Swarm（オペレーション・ブルータルスウォーム）にて追加された
グリム（GRIM）
本名:チャーリー・ソー・ケン・ブーン
出身:シンガポール、ジュロン
生年月日:4月5日（39歳）
ガジェット:カワンハイヴランチャー
ナイトヘイヴンの男性隊員。ブッシュハットが特徴。サバイバリストの父親の影響で、多くの時間を荒野で過ごす。18歳で徴兵されシンガポール海軍エリート特殊部隊（NDU）に入隊。EOD（爆発物処理班）で対策戦術を学んだ後、陸軍偵察学校で訓練を受けた。そこで身につけたステルス行動、情報収集、機密情報の提供等の能力がカリの目に留まり、ナイトヘイヴンのエージェント候補となった。
ガジェットであるカワンハイヴランチャーは、着弾するとキャニスターを展開し、そこから無数の小型浮遊ボット、通称「ハチ」を展開する。展開されたハチの群れはその場に留まり、展開範囲内に防衛側オペレーターを発見すると視覚と聴覚を妨害し、同時に攻撃側にレッドマークでその位置を共有する。ハチの展開はミュートのジャマーで妨害され、また発覚済みのオペレーターがジャマーの効果範囲内に入ることでも無効化される。また、ヴィジルはERCを利用することで発覚を防ぐことができる。飛翔体もイェーガー、ワマイのガジェットで無効化され、アルニのスーリヤゲートでも破壊される。また、着弾地点にバンディットやカイドのガジェットで電流が流れていた場合も破壊される。
コロンビア・都市テロ対策特殊部隊(AFEAU)
DLC27弾「Operation Solar Raid（オペレーション・ソーラーレイド）にて追加された
ソリス（SOLIS）
日本語版声優 - 藤田昌代
本名:アナ・ヴァレンティーナ・ディアス
出身:コロンビア、シパキラ
生年月日:9月18日（37歳）
ガジェット:SPEC-IOエレクトロセンサー
AFEAUの女性隊員。左右にブレードアンテナのついたヘルメットが特徴。コンピューターと言語学の専門家であり、警官になるが最初の指揮官が汚職をしていたことで叔母が死亡。汚職撲滅に着手していたところをゼロに見出され、カヴェイラ率いるレインボーのチーム「ゴーストアイズ」に所属した。
ガジェットであるSPEC-IOエレクトロセンサーは、ヘルメットに装着されたアンテナとゴーグル、左手の制御装置から構成されるデバイスである。起動すると一定時間、攻撃側オペレーターの使用する電子ガジェットの位置を探知することができ、ピンを使用して味方にその情報を共有することができる。攻撃側オペレーターであるIQと似たガジェットであるが、起動中は制御装置を操作するため武器の使用ができない点や、連続起動に制限があると言った違いがある。

### YEAR8 オペレーター
ブラジル連邦警察・戦術作戦コマンド(COT)
DLC第28弾「OPERATION COMMANDING FORCE (オペレーション・コマンディングフォース)」にて追加された。
ブラバ（BRAVA）
日本語版声優 - 坂本悠里
本名：ナヤラ・カルドソ
出身：ブラジル、クリチバ
生年月日：1月10日（40歳）
ガジェット：クラッジドローン
COTの女性隊員。野球帽が特徴。カピタオの従妹でもう1人の従兄が強盗に殺されたことをきっかけに検事になったが、限界を感じて連邦警察に入り、警察署長として犯罪捜査を指揮、ハイジャック事件を解決した実績からヒバナが率いるレインボーチーム「ヴァイパーストライク」に所属した。カピタオをかつて救出したことがあるが彼とは距離を置いている。
ガジェットである「クラッジドローン」は、防衛側の電子ガジェットをハッキングして制御権を奪う事ができる。ハッキングされた電子ガジェットは、その効果を反転させる。

無所属
DLC第29弾「OPERATION DREAD FACTOR(オペレーション・ドレッドファクター)」にて追加された。
フェンリル（FENRIR）
日本語版声優 - 丸中康司
本名：エミール・スヴェンソン
出身：スウェーデン、ウプサラ
生年月日：12月3日（34歳）
ガジェット：F-NATTドレッドマイン
デイモスの元部下の男性。幼少期から動物学や神経科学に精通しスウェーデン軍に入隊し特殊作戦部隊に選抜されるが、そこで提唱した兵士の感情コントロール計画が軍部から反感を買い、学会からも冷遇されてデイモスの下につく。しかし、彼の本質がテロリストであることに気付いてレインボー側に転向しテルミットが率いるチーム「レッドハンマー」に所属した。
ガジェットである「F-NATTドレッドマイン」はドクロのようなマークが付いたガジェットで、精神を撹乱させるガスを噴射して敵の知覚を幻覚や幻聴で遮る。また、その位置はアイコン表示されその稼働具合が遠隔から分かる。
韓国・第35特殊大隊
DLC第30弾「OPERATION HEAVY METTLE(オペレーション・ヘビーメトル)」にて追加された。
ラム(RAM)
本名:ボラム・チョイ
出身：韓国、釜山
生年月日：4月25日（37歳）
ガジェット：BU-GIオートブリーチャー
第35特殊大隊の女性隊員。フェイスペイントとヘルメットに装着したGPNVG-18が特徴。孤児院を転々として育ち、韓国軍に入隊すると特殊戦司令部の女性のみで編成された「タランチュラ」こと第35大隊に所属後レッドハンマーの一員になった。
ガジェットである「BU-GIオートブリーチャー」はキャタピラ式の自走車両を起動して破壊可能なあらゆる壁や床、防衛ガジェットなどを破壊する。自動車両はEMPなどには耐えるが、背面の赤いキャニスターを破壊か爆破されると停止してしまう。
ポルトガル・特殊作戦部隊(DAE)
DLC第31弾「OPERATION DEEP FREEZE(オペレーション・ディープフリーズ)」にて追加された。
トゥバラオ(TUBARAO)
日本語版声優 - 乃本セイラ
本名:アイザック・ヌネシュ・オリヴェイラ
出身：ポルトガル、ポンタ・デルガダ
生年月日：11月24日（35歳）
ガジェット：ゾト・キャニスター
トランスジェンダー男性のDAE隊員。紺色のベレー帽が特徴。地震や海底噴火が日常茶飯事のアソーレス諸島で幼少期を過ごし、父親との船旅の傍ら自転車やカヤックのアマチュア選手としても活躍。その後ポルトガル海兵隊に入隊し、人命救助と犯罪摘発に貢献してウルフガードの一員となった。
ガジェットである「ゾト・キャニスター」はくっついた表面に凍結エリアを生成し、ガジェットを一時的に停止させる他凍結エリア内に入ったオペレーターのスピードを落とし足跡をつける。ガジェットはティザーで破壊されてしまうほかグレネードやEMPを停止させる効果はない。

### YEAR9 オペレーター
ケレス・リージョン(Keres Legion)
DLC第32弾「OPERATION DEADLY OMEN(オペレーション・デッドリーオーメン)」にて追加された。
デイモス（DEIMOS）
本名:ジェラルド・モーリス
出身：アメリカ、アラバマ州バーミンガム
生年月日：12月24日（51歲/実年齢は58歳）
ガジェット：DEATHMARKトラッカー
元レインボー隊員のテロリストで事件の裏でレインボーとナイトヘイヴンが内部分裂するよう暗躍し、アザミの護衛対象であった八幡と2代目シックスであるハリーを暗殺した人物。フルフェイスのマスクが特徴。元々はレインボーシックスからレインボーシックス3 レイブンシールドまでジョン・クラークの部下として登場していた。2012年に同じく過去作に登場していたレインボー隊員であるダニエル・ボカードと共に東欧の離脱国家で爆弾製造者を拘束するように命令されていたが、政府の手駒になることを拒否した彼は製造者を処刑したのちにダニエルを殺害、爆弾をわざと爆破することで死を偽装し逃亡した。Year9のCGIトレイラーにおいてレインボーを襲撃するが、最終的にサム・フィッシャーとルークによって拘束されてヘレフォード基地のバンカーに収監、その後同じくハリーがシックスになったことに疑問を持っていたアッシュに自身の有用性を証明できると説得され、再度レインボーに協力する形となった。
ガジェットである「DEATHMARKトラッカー」は防衛側オペレーターに小型のドローンを飛ばし、自らの位置を定期的に対象に明かす代わりに相手の位置をリアルタイム追跡する。また、このガジェット使用中は武器をサイドアームである.44ヴェンデタに持ち変える。電波妨害系のガジェットを使用された場合には機能停止する。
ギリシャ・特殊対テロリスト部隊(EKAM)(Special Suppressive Antiterrorist Unit)
DLC第34弾「OPERATION TWIN SHELLS(オペレーション・ツインシェルズ)」にて追加された。 
シコポス(SKOPÓS)
本名:クレ・ガラノス
出身：キプロス、ニコシア
生年月日：7月25日（42歲/実年齢は49歳）
ガジェット：V10 パンテオン・シェル
EKAMの女性隊員。元々はレインボーシックスの狙撃手でありデイモス同様ジョン・クラークの部下だったが、デイモスが逃亡した際の爆発によって下半身不随になってしまった。現在は車椅子に乗っており、自身が開発したガジェットである人型戦闘用ロボット「タロス」「コロッサス」を使用して作戦に参加している。
固有ガジェットの「V10 パンテオン・シェル」は運用している「タロス」「コロッサス」そのもので、位置が違う2体を切り替えて使用することにより擬似的なテレポートを行って相手側を奇襲することができる(また、操作していない方はシールドを展開して待ち構えることになる)。しかし、片方が戦闘不能になるともう片方は動かせず他のオペレーターの死亡同様ゲームを離脱してしまう、固有武器であるPCX-33アサルトライフルの銃声や作動時の機械音によって敵側に特定されやすいなどといった弱点も有する。

## 登場ステージ
本作には非常に多様なマップが存在する。2024年3月12日現在、ゲームには27のマップが登場している。
民家 (リワーク済み)
アメリカ合衆国ロサンゼルス市に位置する地下、1F、2Fからなる一般的な一軒家。DLC第17弾「OPERATION STEEL WAVE (オペレーション・スティールウェーブ)」にてマップ全体の大幅なリメイクが施された。
銀行 (マップ強化済み)
アメリカ合衆国ロサンゼルス市にある中央銀行。大都市のビル群に囲まれている。DLC22弾「CRYSTAL GUARD（クリスタル・ガード）」にてマップ強化済み
大統領専用機
イギリス、ロンドン・ヒースロー空港に存在する大統領専用機。攻撃側のプレイヤーは飛行機のタラップ、梯子を利用して機内へ突入する。
ヘレフォード基地 (リワーク済み)
イングランド ヘレフォードシャーにある特殊空挺部隊 (S.A.S.) の訓練基地。建物の側面にはS.A.S.のシンボルが描かれている。DLC第10弾「OPERATION GRIM SKY (オペレーション・グリムスカイ）」にてマップ全体の大幅なリメイクが施され、ゲームマップとしては初めて雨が降るマップになった。
オレゴン (リワーク済み)
アメリカ合衆国オレゴン州にある犯罪組織のアジトと思われる建物。DLC第16弾「OPERATION VOID EDGE（オペレーション・ヴォイドエッジ）」にてマップ全体の大幅なリメイクが施された。
領事館 (リワーク済み)
コートジボワール共和国アビジャンにある在コートジボワールフランス領事館。DLC第30弾「OPERATION HEAVY METTLE」にてマップ全体の大幅なリメイクが施された。
クラブハウス (リワーク済み、マップ強化済み)
ドイツ、ハノーファーにあるバイカーギャング『ヘルズ・エンジェルズ』所有のクラブハウス。DLC第9弾「OPERATION PARA BELLUM（オペレーション・パラベラム）」にてマップ全体の大幅なリメイクが施された。DLC第20弾「CRIMSON HEIST (クリムゾン・ヘイスト)」にて地下の武器庫の一部オブジェクトの高さの変更が加えられた。DLC22弾「CRYSTAL GUARD（クリスタル・ガード）」にてマップ強化済み
運河 (リワーク済み)
ドイツ、ハンブルクにある運河沿いの工業港ビル。赤いレンガ造りの棟と白い管制塔の棟に分かれる。DLC第14弾「OPERATION EMBER RISE (オペレーション・エンバーライズ)」にてマップ全体の大幅なリメイクが施された。
山荘 (リワーク済み)
フランス、クールシュヴェルにあるアルプス中腹の山荘。DLC第18弾「OPERATION SHADOW LEGACY (オペレーション・シャドウレガシー)」にてマップ全体の大幅なリメイクが施された。
カフェ・ドストエフスキー (リワーク済み)
ロシア、モスクワにある大きなカフェテリア兼博物館。名前はロシアの作家であるフョードル・ドストエフスキー に由来していると思われる。DLC第13弾「OPERATION PHANTOM SIGHT（オペレーション・ファントムサイト）」にてマップ全体の大幅なリメイクが施された。
ヨット
カナダ、ハドソン湾にて座礁したクルーザー。DLC第1弾「OPERATION BLACK ICE（オペレーション・ブラックアイス）」にて追加された。一時期PvPマップのプレイリストから除外されていたが、DLC第8弾「OPERATION CHIMERA（オペレーション・キメラ）」にて若干の修正がなされた上で再びプレイリストに追加された。
国境 (リワーク済み)
中東のある国に存在する国境検問所。DLC第2弾「OPERATION DUST LINE（オペレーション・ダストライン）」にて追加された。DLC第19弾「CRIMSON HEIST (クリムゾン・ヘイスト)」にて、マップ全体の大幅なリメイクが施された。
ファベーラ（リワーク済み）
ブラジル、リオ・デ・ジャネイロに存在するファヴェーラ (貧民街)。DLC第3弾「OPERATION SKULL RAIN（オペレーション・スカルレイン）」にて追加された。一時期PvPマップのプレイリストから除外されていたが、DLC第10弾「OPERATION GRIM SKY(オペレーション・グリムスカイ)」にて若干の修正がなされた上でカジュアルマッチ（現在のクイックマッチ）のみに追加された。DLC第21弾「NORTH STAR」にてリワークされた。
高層ビル (リワーク済み)
日本、愛知県名古屋市にある架空の暴力団組長の邸宅。海外の日本観が現れたマップとなっている。DLC第4弾「OPERATION RED CROW（オペレーション・レッドクロウ）」にて追加された。DLC第19弾「OPERATION NEON DAWN (オペレーション・ネオン・ドーン)」にてマップ全体の大幅なリメイクが施された。
バートレット大学
アメリカ合衆国マサチューセッツ州にある大学。元々はシチュエーションモードの「第5条」のためにPvE用のマップとして作成されたものだったが、DLC第4弾のミドルシーズンにてPvP用に調整されたものが登場した。現在PvPモードでの使用はされていない。
海岸線（マップ強化済み）
スペイン、イビサ島のリゾートホテル。DLC第5弾「OPERATION VELVET SHELL（オペレーション・ベルベットシェル）」にて追加された。DLC22弾「CRYSTAL GUARD（クリスタル・ガード）」にてマップ強化済み
テーマパーク (リワーク済み)
香港のある海岸沿いに放置されている廃遊園地。DLC第6弾「OPERATION BLOOD ORCHID（オペレーション・ブラッドオーキッド）」にて追加されたが、DLC第15弾「OPERATION SHIFTING TIDES (オペレーション・シフティングタイド)」にて、DLC追加マップとしては初めてマップ全体の大幅なリメイクが施された。
タワー
韓国、ソウルの中心部に建つ展望タワー。常設のゲームマップで唯一、建物最上階が出現地点に設定されているマップ。DLC第7弾「OPERATION WHITE NOISE（オペレーション・ホワイトノイズ）」にて追加された。
ヴィラ
イタリア、トスカーナ州の架空のマフィア組織『ヴィンチグエラ・ファミリー』が所有する別荘。ゲームマップとしては初めて昼（夕方）のみのマップである。DLC第9弾「OPERATION PARA BELLUM（オペレーション・パラベラム）」にて追加された。
要塞
モロッコ、アトラス山脈にあるモロッコ憲兵隊の要塞。DLC第11弾「OPERATION WIND BASTION（オペレーション・ウィンドバスティオン）」にて追加された。
アウトバック (リワーク済み)
オーストラリア奥地にあるサービスステーション。DLC第12弾「OPERATION BURNT HORIZON（オペレーション・バーントホライゾン）」にて追加された。DLC23弾「High CALIBER（ハイ・キャリバー）」にてリワークが施された。
エメラルドプレーンズ
3年ぶりとなる新マップで、アイルランドののどかな丘陵地帯にあるカントリークラブ。DLC24弾「DEMON VEIL（デーモン・ヴェイル）」にて追加された。
接近戦
Y7より追加されたモード、チームデスマッチ専用のマップとして作成された。DLC25弾「Operation VECTOR GLARE（オペレーション・ベクターグレア）」にて追加された。
射撃練習場
弾薬無制限で銃の練習が出来るマップ。マップ中でオペレーターの変更、アタッチメントの変更が行える。複数の射撃レーンからなり、さまざまな練習やチャレンジが行われる。ガジェットは使用できない。DLC25弾「Operation VECTOR GLARE（オペレーション・ベクターグレア）」にて追加された。
スタジアム・ブラボー
Y5S4中にゲーム内で開催されたイベント「Road to S.I. 2021」及びY6S4中の「Road to S.I. 2022」に使用されたイベントマップに微修正を加えたもので、本来Y7S3に実装予定だった新マップが延期されたことで、マッププールに追加された。海岸線と国境を合わせたような構造で、建物の各所の壁が破壊不能なガラス張りであるという特徴がある。
ナイトヘイヴン・ラボ
DLC27弾「Operation Solar Raid（オペレーション・ソーラーレイド）にて追加された。
ナイトヘイヴンの基地の一つであり、地上2階、地下1階からなる三層構造のマップである。競技性を指向して制作されたことが明言されている。
アジト
DLC31弾「Operation Deep Freez（オペレーション・ディープフリーズ）」にて追加された。
地上2階、地下1階の3階からなる建物でスポーン地点が洞窟やトンネルであることが特徴。デイモスのアジトである。

## イベント
PS4版が闘会議2016の種目となった。2015年の12月から予選を開始、予選を通過した4チームは決勝戦に進出する。決勝戦は2016年の1月30日に幕張メッセで開催された。
PC版で開催されているプロリーグはシーズン3より日本を含めたアジアからの参加が可能になる。なお、日本のチームが優勝した場合は日本の法律上の問題により賞金は授与されない。2019年秋にはシーズン10ファイナルズがAichi Sky Expoで開催された。

### 歴代試合
| Year            | Champions           | Runners-up        | Teams | 賞金額     | Date           | Venue                                                |
| --------------- | ------------------- | ----------------- | ----- | ---------- | -------------- | ---------------------------------------------------- |
| 2017 – Xbox One | Elevate             | Team Vitality     | 6     | $100,000   | 3–5 February   | モントリオール                                       |
| 2017 – PC       | Continuum           | eRa Eternity      | 6     | $100,000   | 3–5 February   | モントリオール                                       |
| 2018            | PENTA Sports        | Evil Geniuses     | 16    | $500,000   | 13–18 February | Ubisoft Montreal Studio (モントリオール)             |
| 2019            | G2 Esports          | Team Empire       | 16    | $2,000,000 | 11–17 February | プレイス・ベル (Montreal)                            |
| 2020            | Spacestation Gaming | Ninjas in Pyjamas | 16    | $3,000,000 | 7–16 February  | プレイス・ベル (Montreal)                            |
| 2021            | Ninjas in Pyjamas   | チーム・リキッド  | 20    | $3,000,000 | 11–23 May      | Palais Brongniart (Paris)                            |
| 2022            | TSM                 | Team Empire       | 20    | $3,000,000 | 8–20 February  | Stockholmsmässan (Stockholm)                         |
| 2023            | G2 Esports          | w7m esports       | 20    | $3,000,000 | 7–19 February  | プレイス・ベル (Montreal)                            |
| 2024            | w7m esports         | FaZe Clan         | 20    | $3,000,000 | 13–25 February | イビラプエラ体育館 (São Paulo)                       |
| 2025            | FaZe Clan           | Team BDS          | 20    | $3,000,000 | 3–16 February  | MGMミュージックホール・アット・フェンウェイ (Boston) |

## 競技シーン
日本国内においては、X-MOMENTの主催でRJI（Rainbow Six Japan Invitational）、RJL（Rainbow Six Japan League）、RJO（Rainbow Six Japan Open）といった大会が開かれている（2022年現在）。
世界大会では、地域（リージョン）毎の大会があり、そこでの成績によってMajor（メジャー）、Invitational（インビテーショナル）の出場が決まる。
日本の所属する地域はAPAC North
ルール（X-MOMENT RJO2022ルール）
すべての試合をPCで行う。
モード：TDM爆弾
HUD設定：Pro League
BANオペレーター数：4
ラウンド数：12
攻守交代：6
延長ラウンド数：3
延長時のスコア差：2
目標タイプローテーション：ラウンドプレイ数
目標ローテーションパラメーター：2
リクエスト可能回数：1
リクエストを許可：全員
タイムアウト時間：60秒
廃止されたルール
6ピック（アタッカーリピック実装のため）

## 評価
『電撃オンライン』のレビュー企画の中において、参加した複数のライターが、チームワークの有効性や個性的なオペレーター達を評価した。
参加者の一人であるライターのhororoは、本作を「チーム戦を意識してつくられた作品である」と評し、ボイスチャットを通じてフレンドたちと連携をとりつつも偵察を通じて相手チームの裏をかくといった駆け引きができる点を評価した。
同じ企画に参加したライターのタニシは、本作を究極のごっこ遊びと呼び、「オペレーターたちが攻撃されたことを悟る間もなくあっけなく死亡するため、常に不測の事態に備えて緊張せねばならず、本物の戦場のようだった。」と評し、本作の魅力は一人の隊員に徹底的になりきる事ができることだと評価した。